# Maillebois
Pour les articles homonymes, voir Maillebois (homonymie).
Maillebois est une commune française située dans le département d'Eure-et-Loir en région Centre-Val de Loire. Ce village a une superficie de 41 km2.

## Géographie

### Situation

Situation géographique
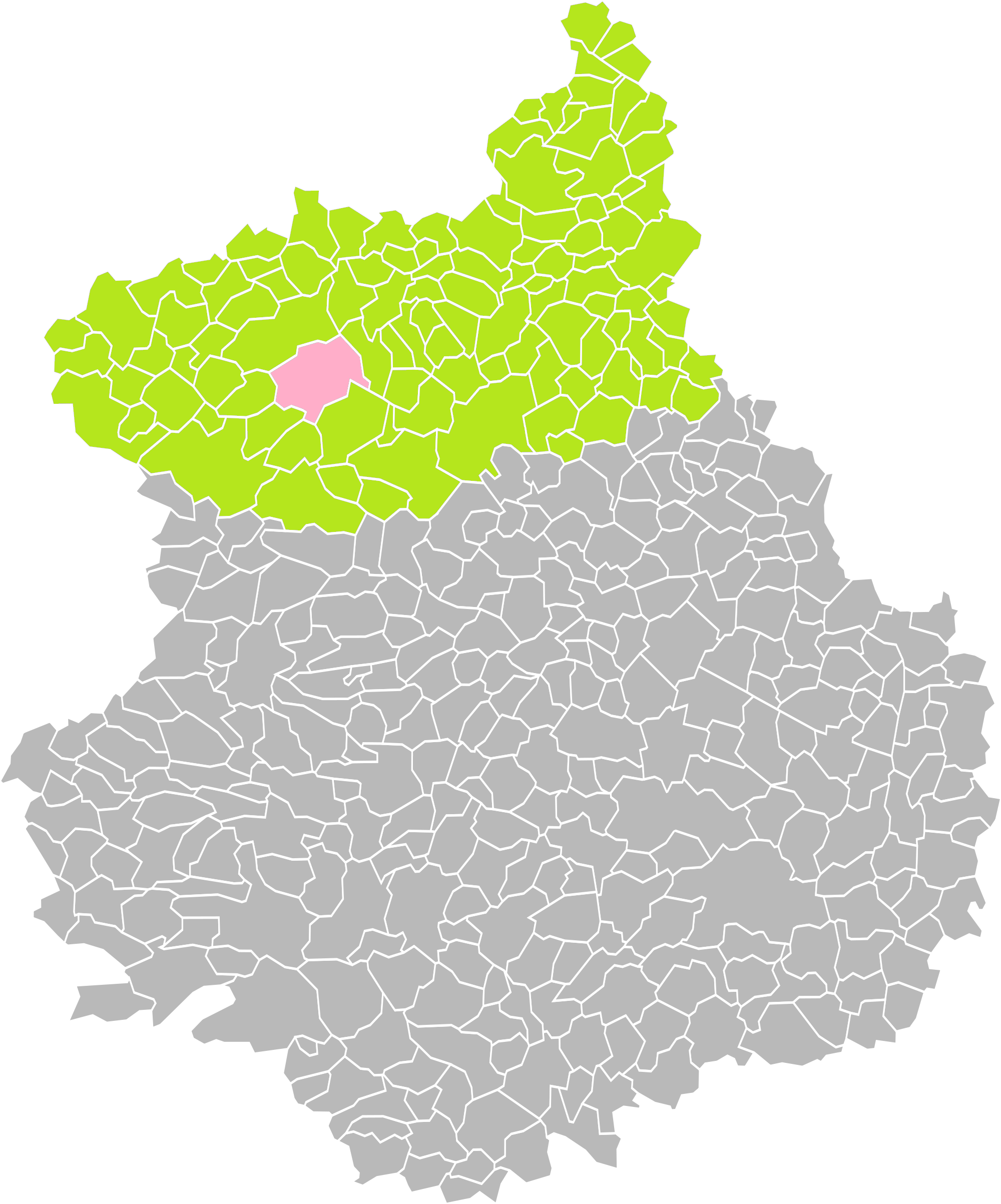
Maillebois dans son arrondissement.
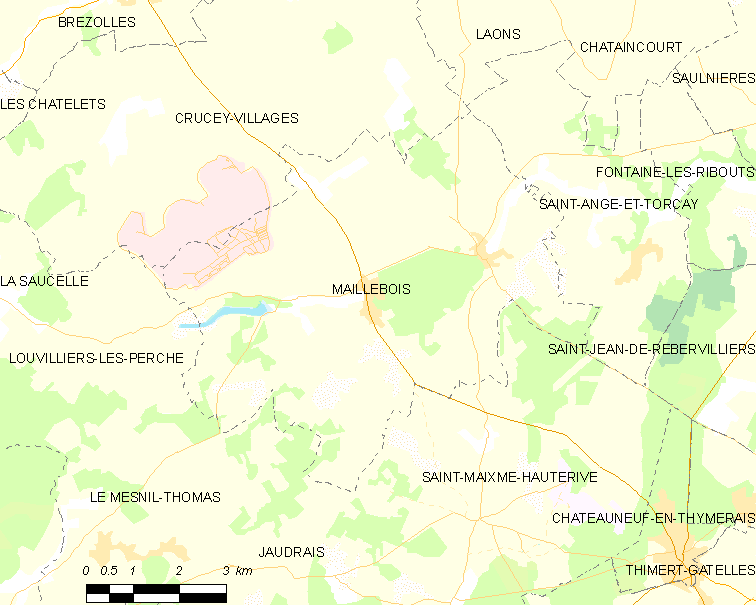
Carte de la commune de Maillebois.

Maillebois se trouve dans le nord du département d'Eure-et-Loir (arrondissement de Dreux), à environ 30 km au nord-ouest de Chartres et 15 km au sud-ouest de Dreux.
La commune se trouve dans le pays du Thymerais.

### Communes limitrophes
| Crucey-Villages        | Crucey-Villages | Saint-Ange-et-Torçay   |
| Louvilliers-lès-Perche | Maillebois      | Saint-Ange-et-Torçay   |
| Le Mesnil-Thomas       | Jaudrais        | Saint-Maixme-Hauterive |

### Habitat
La commune de Maillebois a la particularité d'avoir trois bourgs (villages dotés d'une église), correspondant à trois communes originelles, issues des paroisses d'Ancien Régime :
- Maillebois ;
- Blévy ;
- Dampierre-sur-Blévy.

Elle compte aussi plusieurs hameaux secondaires :  
- à l'ouest : Feuilleuse, La Verdière, Les Châtelets ;
- au sud : Le Grand Boulay, La Pommeraie, Fouville ;
- au nord : Chennevières.

### Communications
Maillebois (bourg) est traversé par la route départementale 939, qui relie Chartres à Verneuil d'Avre et d'Iton (Eure), d'où partent des routes vers Caen et Rouen.
La route départementale 928 reliant Nogent-le-Rotrou à Dreux passe par Châteauneuf-en-Thymerais, à 5 km au sud-est.

### Relief et hydrographie
La commune est arrosée par la Blaise, affluent en rive gauche de l'Eure, elle-même affluent de la Seine.
Un barrage sur la Blaise est à l'origine de l'étang de Dampierre. En aval, à Blévy, la Blaise reçoit le ruisseau de Saint-Martin en rive droite.

### Climat
Pour des articles plus généraux, voir Climat du Centre-Val de Loire et Climat d'Eure-et-Loir.
En 2010, le climat de la commune est de type climat océanique dégradé des plaines du Centre et du Nord, selon une étude du CNRS s'appuyant sur une série de données couvrant la période 1971-2000. En 2020, Météo-France publie une typologie des climats de la France métropolitaine dans laquelle la commune est dans une zone de transition entre le climat océanique et le climat océanique altéré et est dans la région climatique  Sud-ouest du bassin Parisien, caractérisée par une faible pluviométrie, notamment au printemps (120 à 150 mm) et un hiver froid (3,5 °C). 
Pour la période 1971-2000, la température annuelle moyenne est de 10,2 °C, avec une amplitude thermique annuelle de 14,2 °C. Le cumul annuel moyen de précipitations est de 639 mm, avec 11,4 jours de précipitations en janvier et 7,9 jours en juillet. Pour la période 1991-2020, la température moyenne annuelle observée sur la station météorologique de Météo-France la plus proche, sur la commune de Laons à 9 km à vol d'oiseau, est de 11,1 °C et le cumul annuel moyen de précipitations est de 561,4 mm,. Pour l'avenir, les paramètres climatiques de la commune estimés pour 2050 selon différents scénarios d'émission de gaz à effet de serre sont consultables sur un site dédié publié par Météo-France en novembre 2022.

## Urbanisme

### Typologie
Au 1er janvier 2024, Maillebois est catégorisée commune rurale à habitat dispersé, selon la nouvelle grille communale de densité à 7 niveaux définie par l'Insee en 2022.
Elle est située hors unité urbaine et hors attraction des villes,.

### Occupation des sols
L'occupation des sols de la commune, telle qu'elle ressort de la base de données européenne d’occupation biophysique des sols Corine Land Cover (CLC), est marquée par l'importance des territoires agricoles (79,2 % en 2018), une proportion sensiblement équivalente à celle de 1990 (79,3 %). La répartition détaillée en 2018 est la suivante : 
terres arables (71,1 %), forêts (13,5 %), zones agricoles hétérogènes (7,2 %), zones industrielles ou commerciales et réseaux de communication (4,3 %), zones urbanisées (1,7 %), prairies (0,8 %), milieux à végétation arbustive et/ou herbacée (0,7 %), eaux continentales (0,6 %). L'évolution de l’occupation des sols de la commune et de ses infrastructures peut être observée sur les différentes représentations cartographiques du territoire : la carte de Cassini (XVIIIe siècle), la carte d'état-major (1820-1866) et les cartes ou photos aériennes de l'IGN pour la période actuelle (1950 à aujourd'hui).

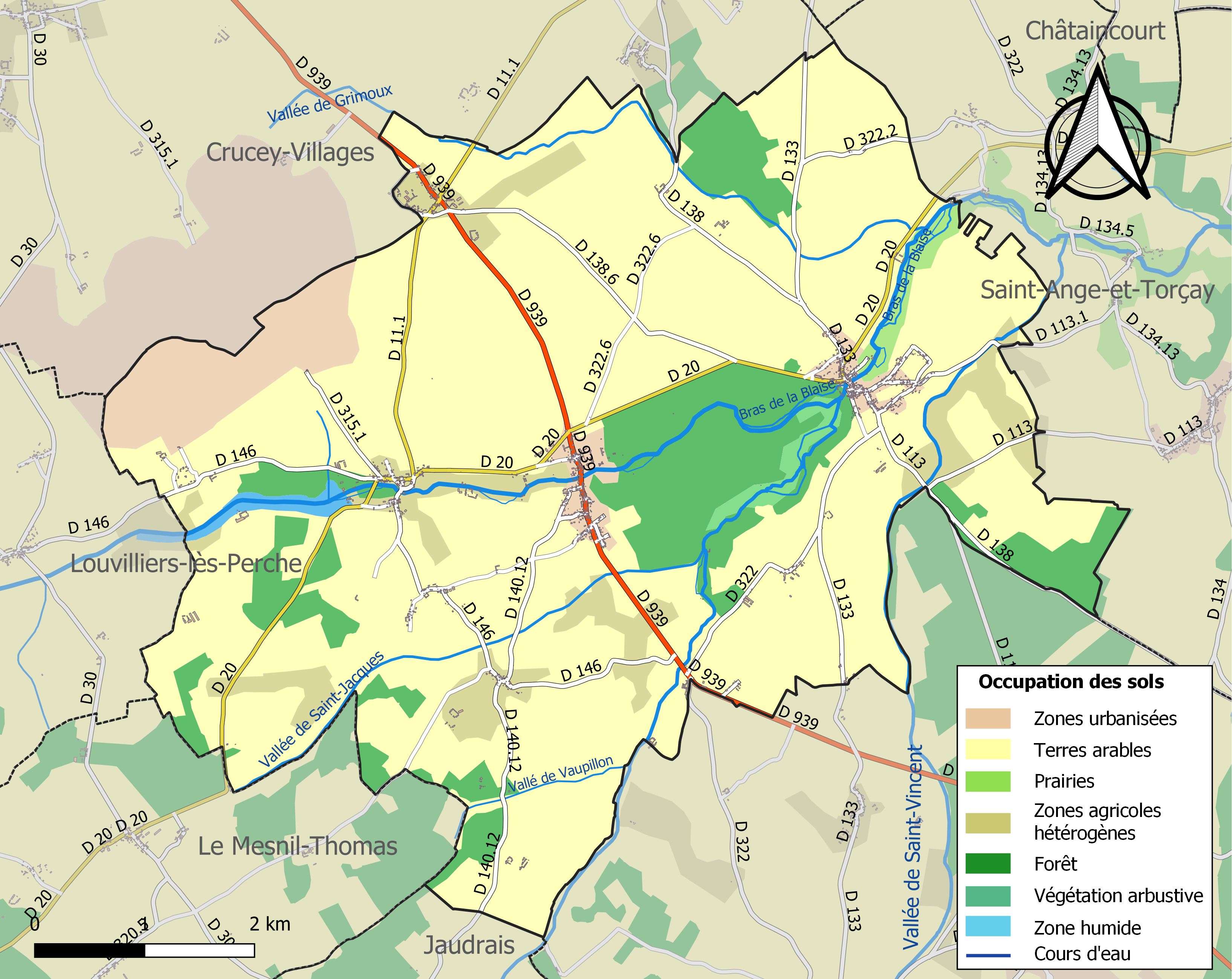
Carte des infrastructures et de l'occupation des sols de la commune en 2018 (CLC).

### Risques majeurs
Le territoire de la commune de Maillebois est vulnérable à différents aléas naturels : météorologiques (tempête, orage, neige, grand froid, canicule ou sécheresse), inondations, mouvements de terrains et séisme (sismicité très faible). Il est également exposé à un risque technologique, le transport de matières dangereuses. Un site publié par le BRGM permet d'évaluer simplement et rapidement les risques d'un bien localisé soit par son adresse soit par le numéro de sa parcelle.

#### Risques naturels
Certaines parties du territoire communal sont susceptibles d’être affectées par le risque d’inondation par débordement de cours d'eau et par ruissellement et coulée de boue, notamment le ruisseau de Saint-Martin, la Blaise et la Vallée de Saint-Vincent. La commune a été reconnue en état de catastrophe naturelle au titre des dommages causés par les inondations et coulées de boue survenues en 1999 et 2018,.

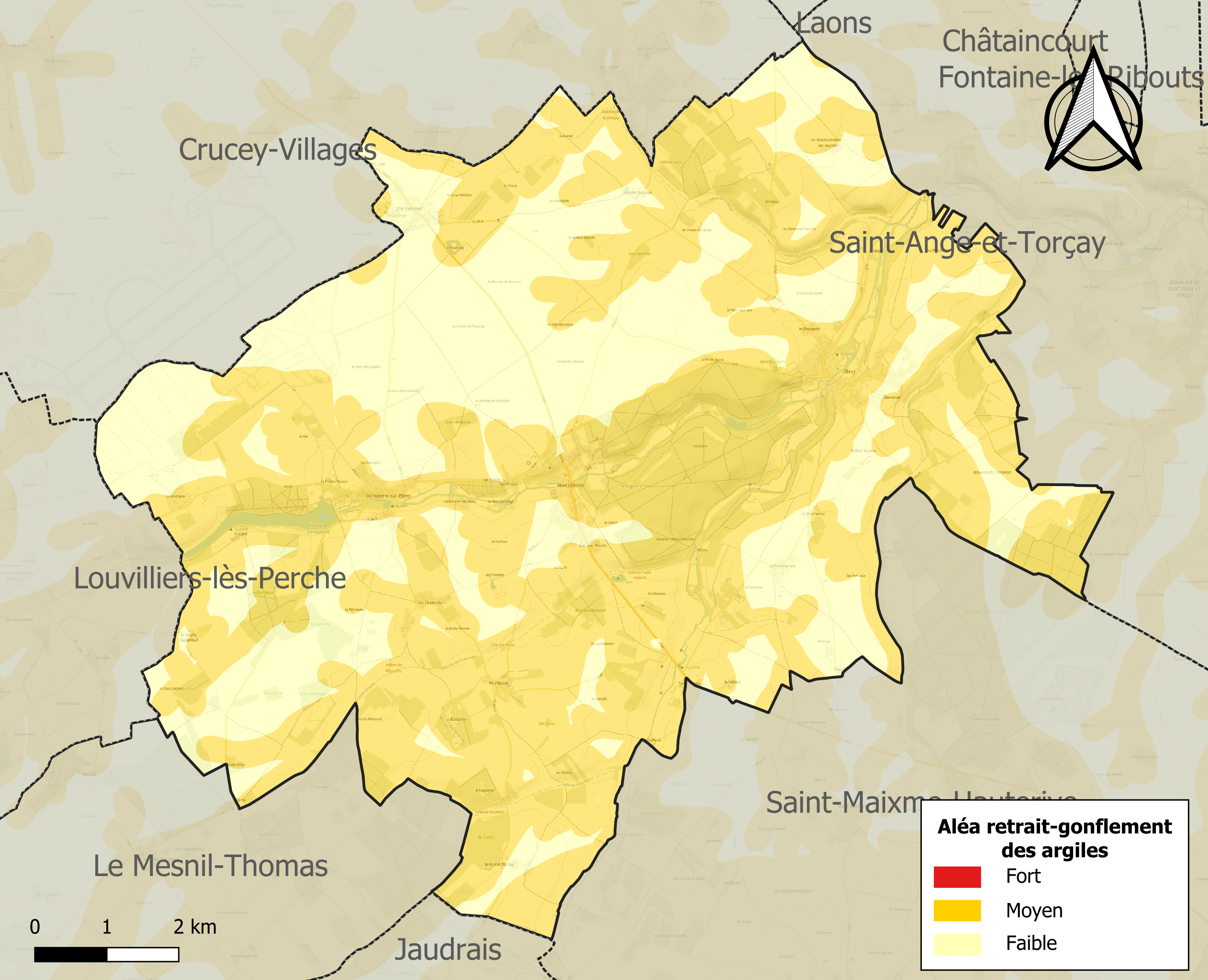
Carte des zones d'aléa retrait-gonflement des sols argileux de Maillebois.

Les mouvements de terrains susceptibles de se produire sur la commune sont des affaissements et effondrements liés aux cavités souterraines. L'inventaire national des cavités souterraines permet de localiser celles situées sur la commune.
Le retrait-gonflement des sols argileux est susceptible d'engendrer des dommages importants aux bâtiments en cas d’alternance de périodes de sécheresse et de pluie. 65,4 % de la superficie communale est en aléa moyen ou fort (52,8 % au niveau départemental et 48,5 % au niveau national). Sur les 562 bâtiments dénombrés sur la commune en 2019, 398 sont en aléa moyen ou fort, soit 71 %, à comparer aux 70 % au niveau départemental et 54 % au niveau national. Une cartographie de l'exposition du territoire national au retrait gonflement des sols argileux est disponible sur le site du BRGM,.
Concernant les mouvements de terrains, la commune a été reconnue en état de catastrophe naturelle au titre des dommages causés par des mouvements de terrain en 1999.

#### Risques technologiques
Le risque de transport de matières dangereuses sur la commune est lié à sa traversée par des infrastructures routières ou ferroviaires importantes ou la présence d'une canalisation de transport d'hydrocarbures. Un accident se produisant sur de telles infrastructures est en effet susceptible d’avoir des effets graves au bâti ou aux personnes jusqu’à 350 m, selon la nature du matériau transporté. Des dispositions d’urbanisme peuvent être préconisées en conséquence.

## Toponymie
- 1276 : Maillebois (cartulaire Saint-Père-en-Vallée de Chartres) ;
- 1299 : Maaillebois (archives départementales d'Eure-et-Loir-H, Abbaye de Saint-Vincent-aux-Bois) ;
- 1426 : Mailleboys (Archives nationales.-JJ 173, no 560, fol. 276 v°) ;
- 1460 : Mailleboix (Archives nationales.-JJ 190, no 20, fol. 12) ;
- 1470 : Mailleboix (archives départementales d'Eure-et-Loir-H, abbaye de Saint-Vincent-aux-Bois) ;
- 1485 : Mailleboues (archives départementales d'Eure-et-Loir-H, abbaye de Saint-Vincent-aux-Bois) ;
- 1494 : Maillebouees (archives départementales d'Eure-et-Loir-G, chapitre Notre-Dame de Maillebois) ;
- 1498 : « Jehan Bachelier, laboureur à Maillebouis, paroisse de Bléry » (Archives nationales-JJ 231, no 98, fol. 55).

L'étymologie est la suivante : « maille » pourrait venir du latin malus (mauvais), par palatalisation du « l » ; dans ce cas, « Maillebois » signifierait « mauvais bois » ; mais il est possible qu'il s'agisse de « mail » signifiant « marne » (FEW, VI(1) 330b[Quoi ?]).

## Histoire

### Ancien régime
Au Moyen Âge, il existe deux seigneuries : Maillebois et Dampierre.
L'histoire de Maillebois commence avec les barons de Châteauneuf-en-Thymerais. La seigneurie passe sans doute ensuite aux Vendôme-Montoire, précisément à la branche cadette, seigneurs de La Châtre-sur-le-Loir et Lassay-les-Châteaux, vidames de Chartres, puis par mariages aux Vieuxpont, Le Baveux et d'O. Au XVIIe siècle, elle est vendue aux Harlay de Sancy, Le Camus de Jambville, puis aux Desmarets, (notamment au maréchal de Maillebois).
La seigneurie de Dampierre dépend au départ du marquisat de Crécy. En 1480, François de Courseulles est cité comme seigneur d'un fief à Dampierre ; en 1487, il acquiert la moitié d'un fourneau à fer sous la Chaussée de l'étang de Dampierre. En 1552, François de Vendôme, vidame de Chartres mort en 1562, vend la terre et seigneurie de Dampierre à Pierre de Courseulles. En 1591, Jean de Courseulles seigneur du Rouvray (à Dampierre), remet aux enfants de Mathurin de Ballu, la terre du Bois-Ballu (paroisse de Dampierre), confisquée par sentence de mort rendue contre Mathurin de Ballu pour crime de forfaiture. En 1677, François de Courseulles baron de Dampierre marquis du Rouvray, la vend (60 000 livres) à Henri Jules de Bourbon duc d'Enghien fils du Grand Condé, aussi propriétaire de la forêt, des forges et des seigneuries de Sénonches et Brézolles.

### Époque contemporaine
Lors de la réforme administrative de la France en 1790, apparaissent les communes de Maillebois, Blévy et Dampierre-sur-Blévy.
Une loi du 11 juin 1842 supprime les communes voisines de Saint-Germain-de-Lézeau et Saint-Maurice-de-Lézeau ; Maillebois reçoit une partie de la section A de Saint-Martin-de-Lézeau (dont le bourg), et les sections A et B de Saint-Germain-de-Lézeau.
Un arrêté préfectoral du 13 décembre 1972 réunit Maillebois, Blévy, Dampierre-sur-Blévy et Saint-Maixme-Hauterive en une commune qui prend le nom de Maillebois. Mais, par arrêté préfectoral du 13 mai 1981, le territoire de Saint-Maixme-Hauterive redevient une commune distincte.
En 2003, Maillebois entre dans la communauté de communes du Thymerais et, en 2014, dans la communauté d'agglomération du Pays de Dreux.

## Politique et administration

### Liste des maires
| Période | Période  | Identité            | Étiquette | Qualité     |
| ------- | -------- | ------------------- | --------- | ----------- |
| 1945    | 1989     | Pierre Pasdeloup    |           |             |
| 1989    | 2008     | Alain Favril        |           |             |
| 2008    | 2014     | Vincent Gajas       |           |             |
| 2014    | 2020     | Christian Maisons   | SE        | Agriculteur |
| 2020    | En cours | Arnaud de Boisanger |           |             |

## Population et société

### Démographie
En 2022, la commune de Maillebois comptait 926 habitants. À partir du XXIe siècle, les recensements réels des communes de moins de 10 000 habitants ont lieu tous les cinq ans. Les autres chiffres sont des estimations.
| 1793 | 1800 | 1806 | 1821 | 1831 | 1836 | 1841 | 1846 | 1851 |
| ---- | ---- | ---- | ---- | ---- | ---- | ---- | ---- | ---- |
| 563  | 806  | 553  | 560  | 477  | 484  | 466  | 570  | 561  |

| 1856 | 1861 | 1866 | 1872 | 1876 | 1881 | 1886 | 1891 | 1896 |
| ---- | ---- | ---- | ---- | ---- | ---- | ---- | ---- | ---- |
| 530  | 500  | 485  | 457  | 417  | 385  | 407  | 418  | 400  |

| 1901 | 1906 | 1911 | 1921 | 1926 | 1931 | 1936 | 1946 | 1954 |
| ---- | ---- | ---- | ---- | ---- | ---- | ---- | ---- | ---- |
| 384  | 422  | 362  | 275  | 318  | 281  | 275  | 278  | 293  |

| 1962 | 1968 | 1975  | 1982 | 1990 | 1999 | 2006 | 2007 | 2012 |
| ---- | ---- | ----- | ---- | ---- | ---- | ---- | ---- | ---- |
| 359  | 296  | 1 086 | 828  | 821  | 917  | 979  | 988  | 956  |

| 2017 | 2022 | - | - | - | - | - | - | - |
| ---- | ---- | - | - | - | - | - | - | - |
| 922  | 926  | - | - | - | - | - | - | - |

### Enseignement
À Maillebois, il y a deux écoles : une maternelle et une élémentaire. La première se trouve à Maillebois. Elle accueille les maternelles, les petites sections, les grandes sections et les CP. La deuxième école se trouve à Blévy et accueille les CE1, les CE2, les CM1 et les CM2.

### Manifestations culturelles et festivités
- Tournage de l'émission "Le Meilleur Pâtissier" à Maillebois en 2016
- Passage du Tour d'Eure-et-Loir à Dampierre-sur-Blévy en 2016 ;
- Passage du Tour d'Eure-et-Loir à Maillebois en 2019.

## Lieux et monuments
Six édifices sont classés ou inscrits au titre de monument historique.

### Château de Maillebois
Inscrit MH (1941, 1974, 2000).

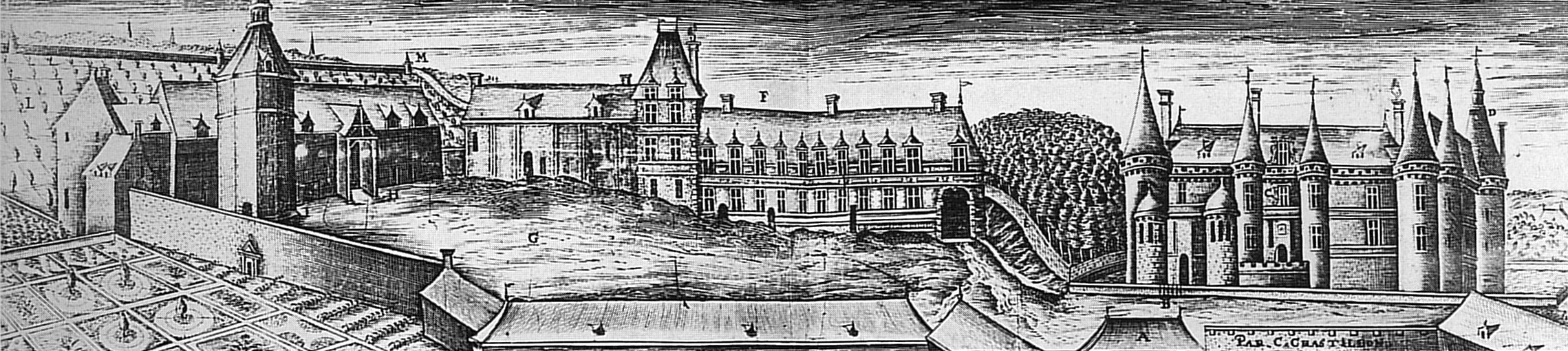
Gravure du château de Maillebois par Claude Chastillon (1560-1616).

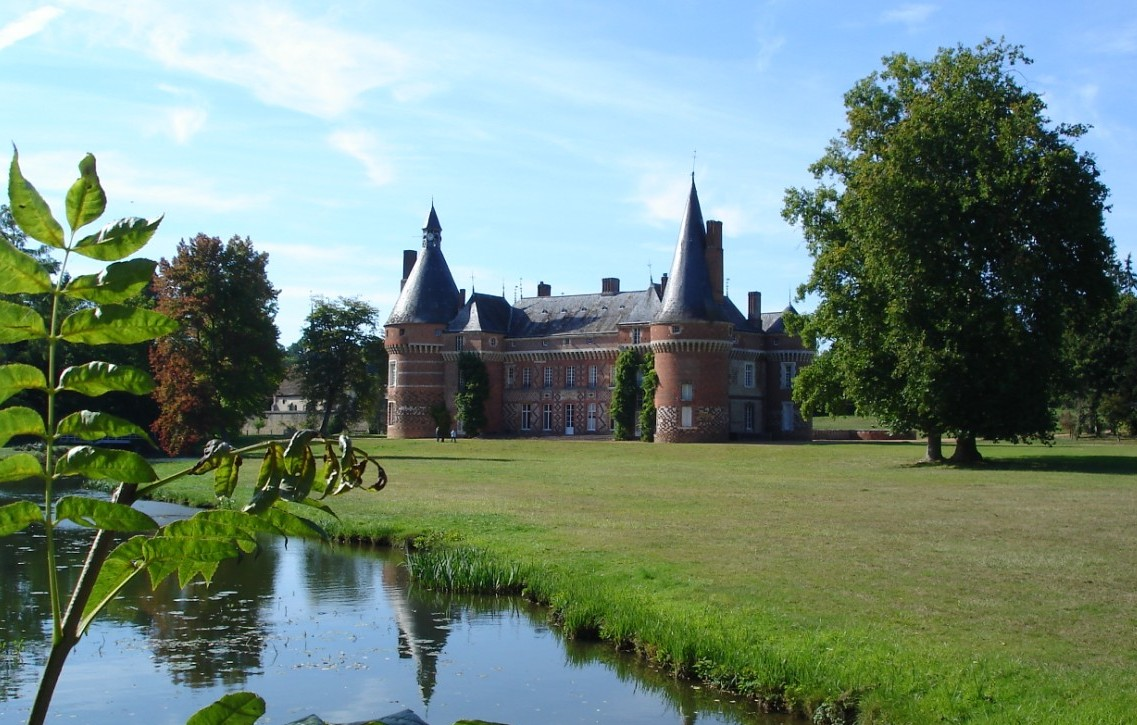
Le château de Maillebois, au bord de la Blaise.

- Propriétaires successifs : François d'O, XVIe siècle (1535-1594). Sous Henri III, il est surintendant des finances. La châtellenie devient marquisat en 1621. Puis acquisition par Desmarets, contrôleur des finances, puis son fils Jean Baptiste Desmarets qui lui succède, appelé le maréchal de Maillebois. Le fils de ce dernier, Yves Marie de Maillebois devient sans doute le propriétaire suivant. Le marquis de Maillebois, Nicolas Desmarets (1648-1721) occupe la maison. Elle est cédée a la famille Latham qui acquièrent la propriété en 1870, un an avant l'invasion de la Prusse. Edmee Latham épouse le Dr Paul Armand-Delille, et habite la maison jusqu'à sa mort. Son fils Lionel Armand-Delille (1913-2006) l'habite ensuite.
- Le château : au corps principal s'ajoutent deux tours carrées formant un U, auxquelles viennent se flanquer deux grosses tours rondes. Des mâchicoulis soulignent la façade et les tours créant un ensemble harmonieux. Le château de Maillebois tel qu'il existe aujourd'hui est un mélange de plusieurs styles. Bâti en bois, puis en pierre de silex durant la seconde moitié du Moyen Âge, les murs d'origine atteignent par endroits plus de 2 mètres de large. Maillebois est à l'époque une vraie forteresse du Moyen Âge, avec un pont-levis, un donjon, quatre tours de garde et des murs à créneaux. Le château n'est doté d'un toit que pendant la Renaissance. Brûlé pendant la Révolution française, la moitie nord, détruite par les flammes, n'est jamais reconstruite, mais les fondations en pierre (aujourd'hui des murets à l’entrée du château) témoignent de sa taille d'origine. La façade sud est typique de la  Renaissance, avec de grandes fenêtres, un perron en brique rouge, et des murs plus fins, un mélange de matières et de couleurs (briques rouge, silex).

### Dampierre-sur-Blévy

#### Forges de Dampierre-sur-Blévy

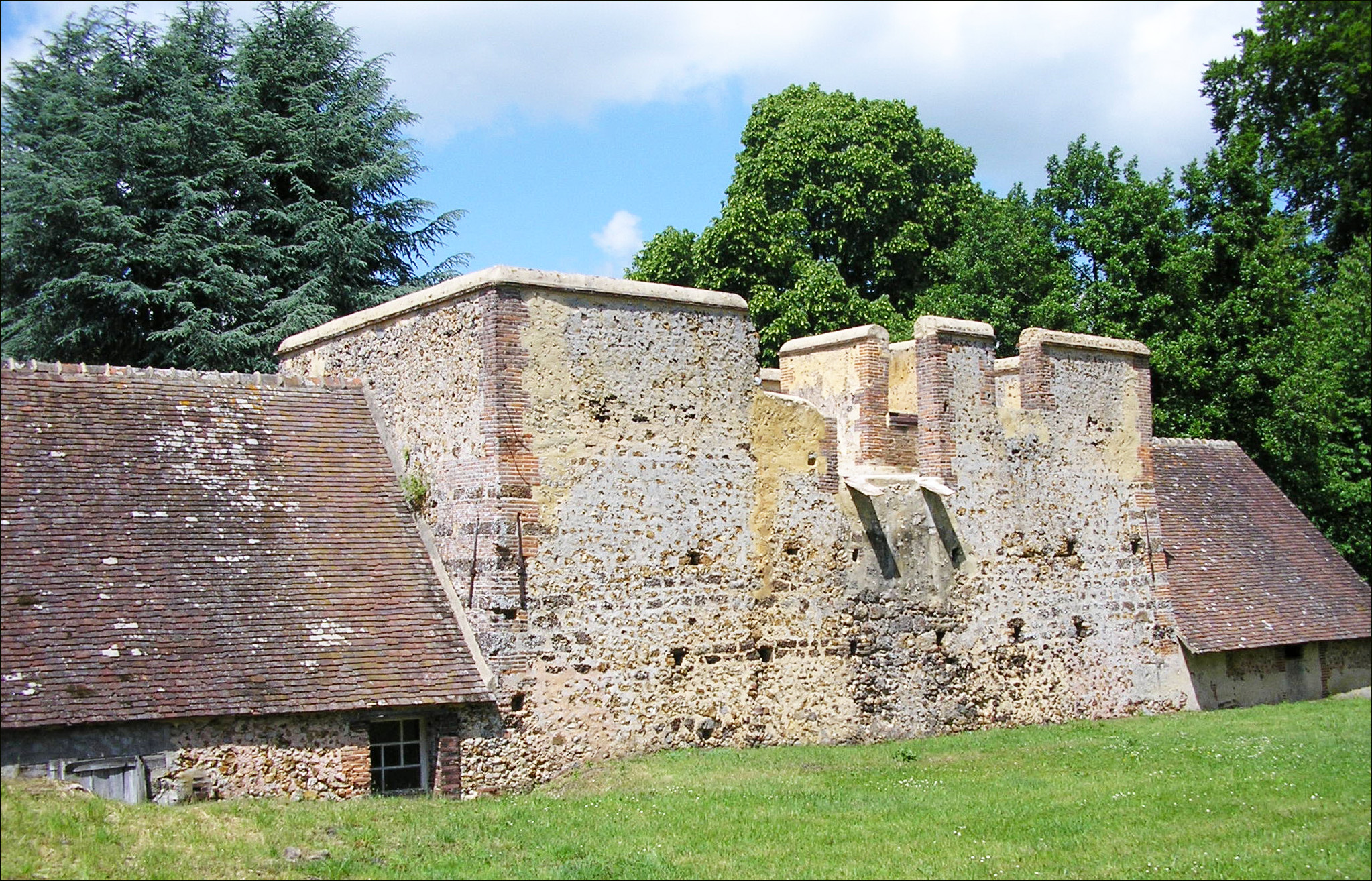
Les anciens hauts-fourneaux de Dampierre.

Inscrit MH (1993, 1994)  Classé MH (1994).

#### Église Saint-Pierre de Dampierre-sur-Blévy

Église Saint-Pierre de Dampierre-sur-Blévy
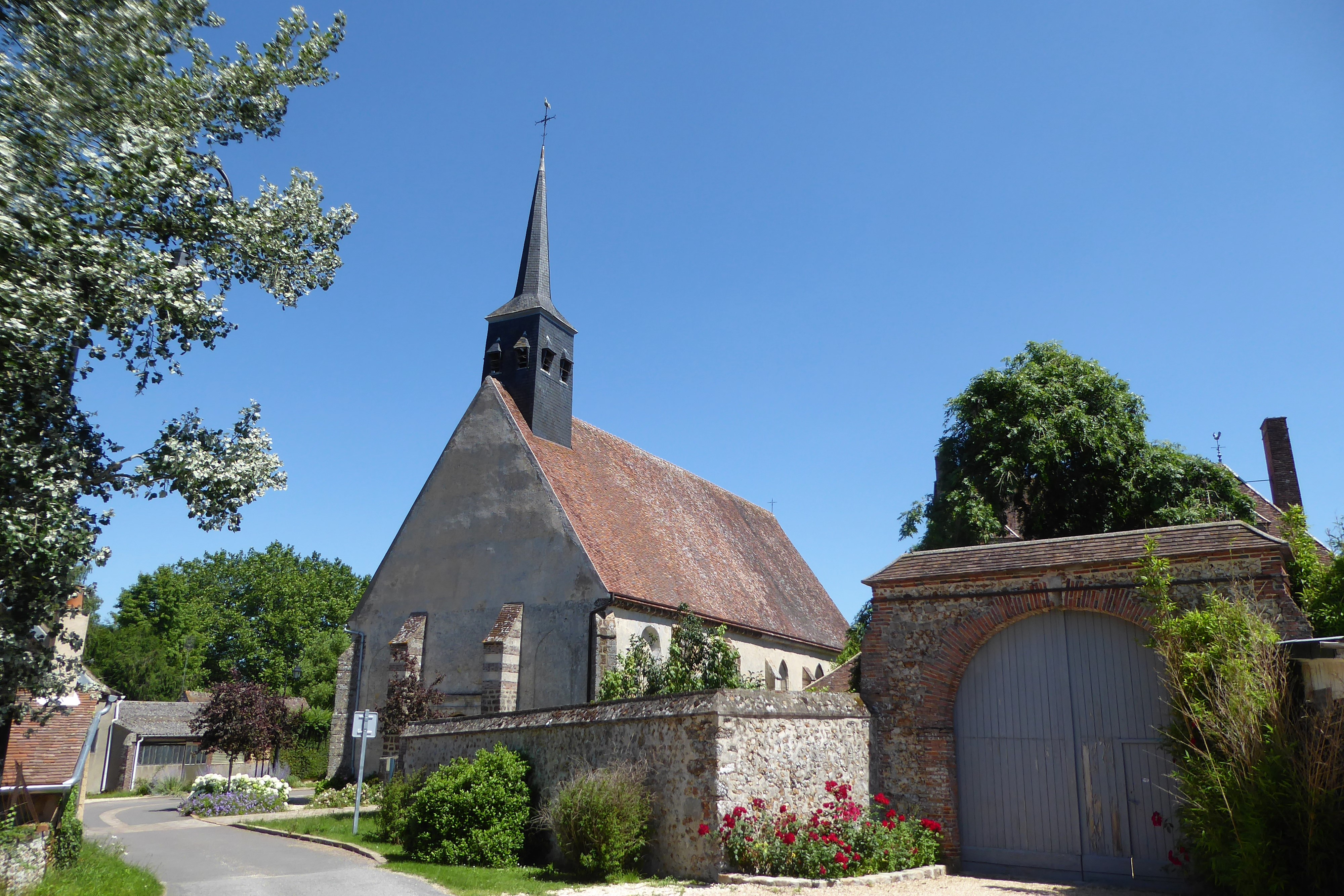
Église Saint-Pierre de Dampierre-sur-Blévy.
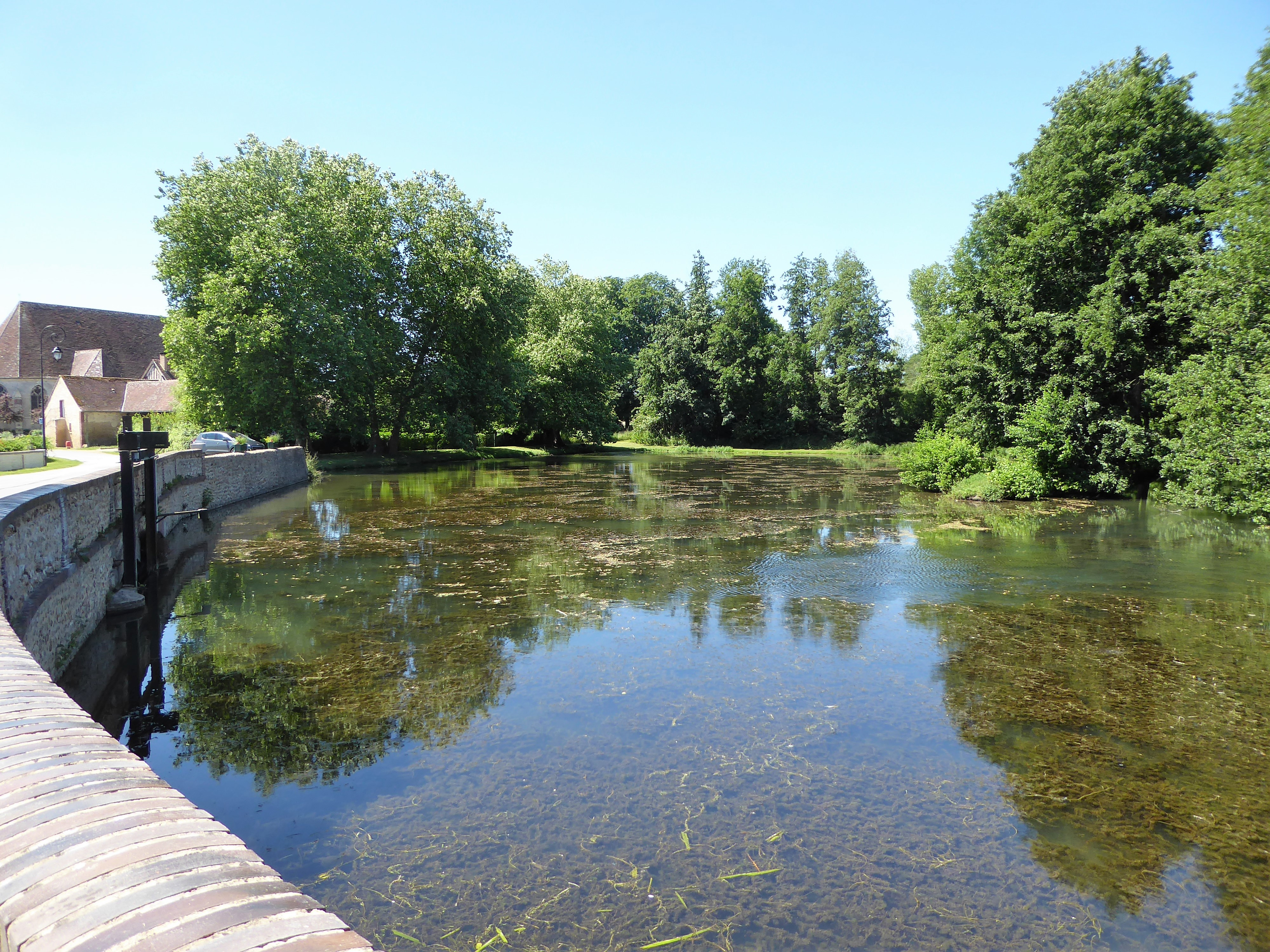
Retenue d'eau au nord de l'église Saint-Pierre.
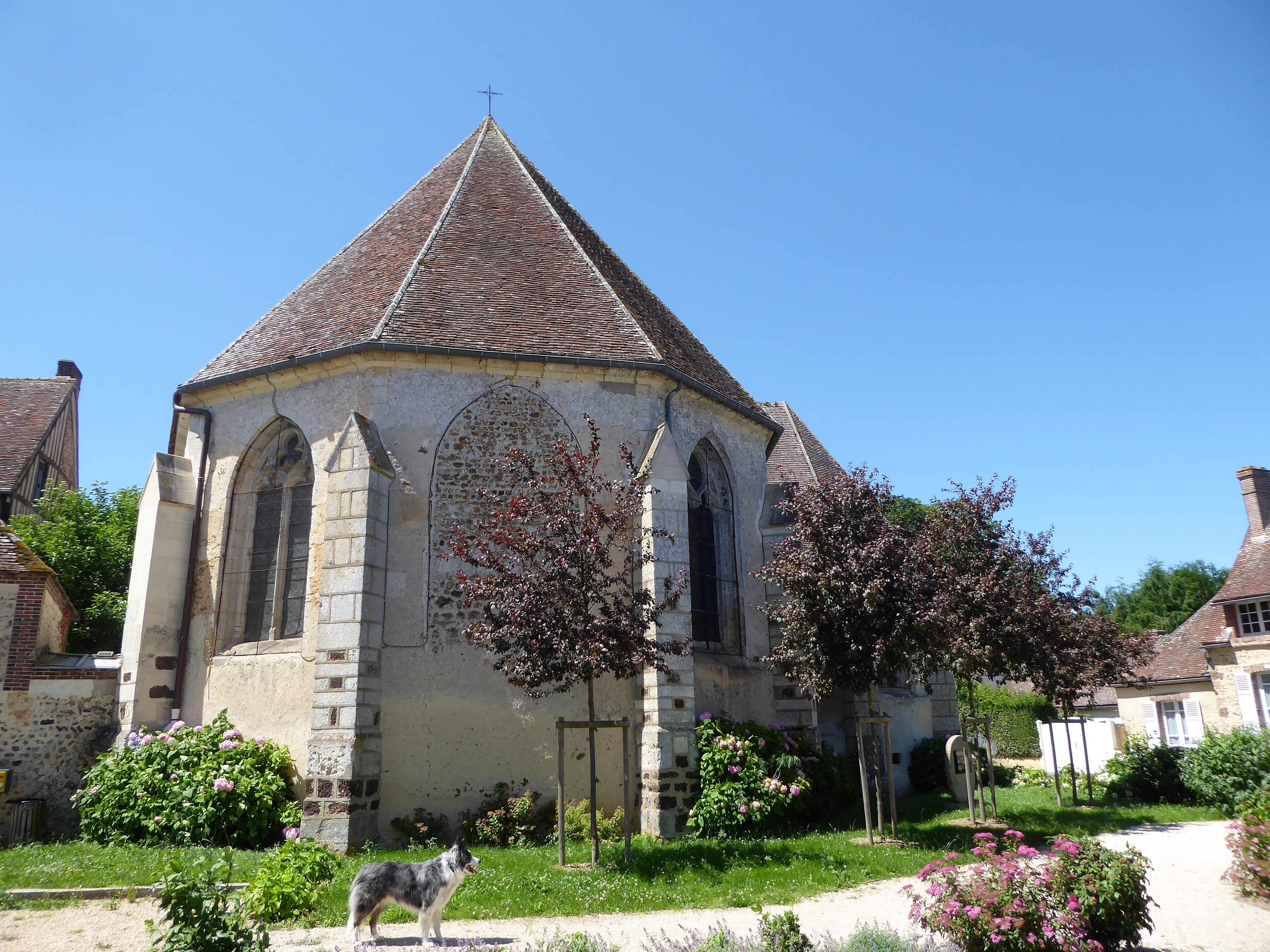
Chevet de l'église Saint-Pierre.
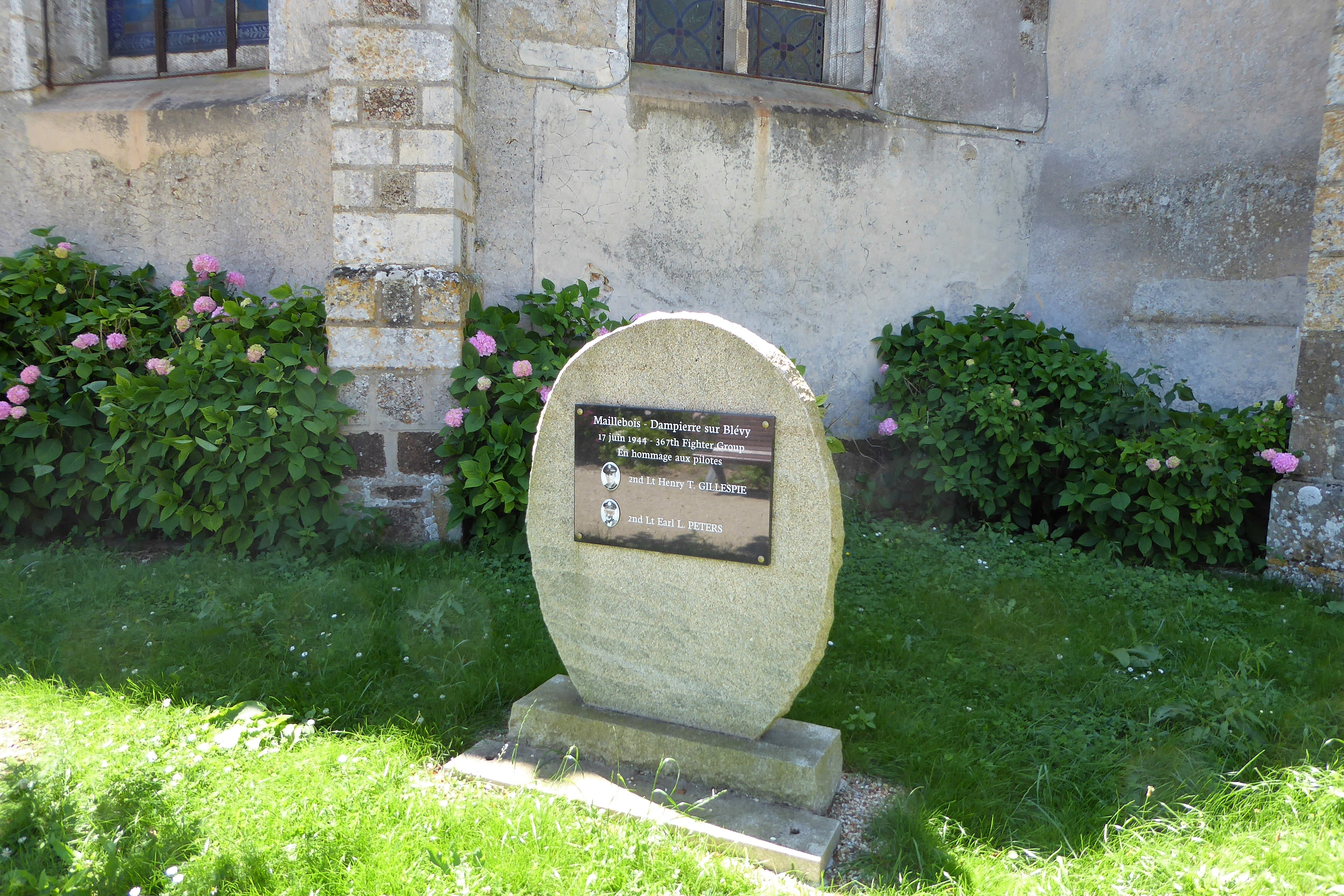
Monument aux morts du 17 juin 1944 - 367th Fighter Group.

### Ferme des Moulins
Cette ferme est située à Dampierre-sur-Blévy. Son activité fut très liée aux forges de Dampierre, jusqu’au milieu du XVIe siècle. Certaines parties des bâtiments datent de cette époque. L’actuel Moulin des Moulins et la Grange des Moulins ont été reconstruits aux environs de 1860. Ces bâtiments s’intègrent sur un site regroupant la Ferme des Moulins, le Moulin des Moulins et la Grange des Moulins. Cet ensemble constitue un témoignage intéressant des activités agro-industrielles qui existaient autrefois.
La Grange des Moulins est un bâtiment exceptionnel par un travail de charpente rare pour un bâtiment agricole. Entièrement réalisée en peuplier, cette charpente ne nécessite aucun appui intérieur pour soutenir sa couverture de petites tuiles datant de la construction, dégageant ainsi un espace intérieur remarquable. Orientée est-ouest, sa longueur est de 25 mètres et sa largeur de 18,40 mètres. Les murs sont construits en briques et silex, ouverts par deux vastes portes à chaque extrémité, la porte ouest a été murée. Il est possible qu’elle ait servi de bergerie car elle rappelle par certains aspects les grandes bergeries d’hivernage que l’on trouve dans d’autres contrées.
En 1856, le Dictionnaire Géographique des Communes et des Hameaux indique que la Ferme des Moulins comptait « une maison, un ménage, treize habitants ». Le moulin cesse de fonctionner quelques années après. Sa taille ayant été jugée disproportionnée par rapport au débit de la Blaise, il fut même question de le démolir. Les différentes machines qui y étaient installées et certains matériaux sont démontés et réinstallés au Moulin de Barbasse à Montreuil-sur-Eure. La turbine n’avait pas été démontée. Elle est toujours en place, bien que hors d’usage.

### Ferme du Rouvray
Ferme du Rouvray,  Inscrit MH (1963).

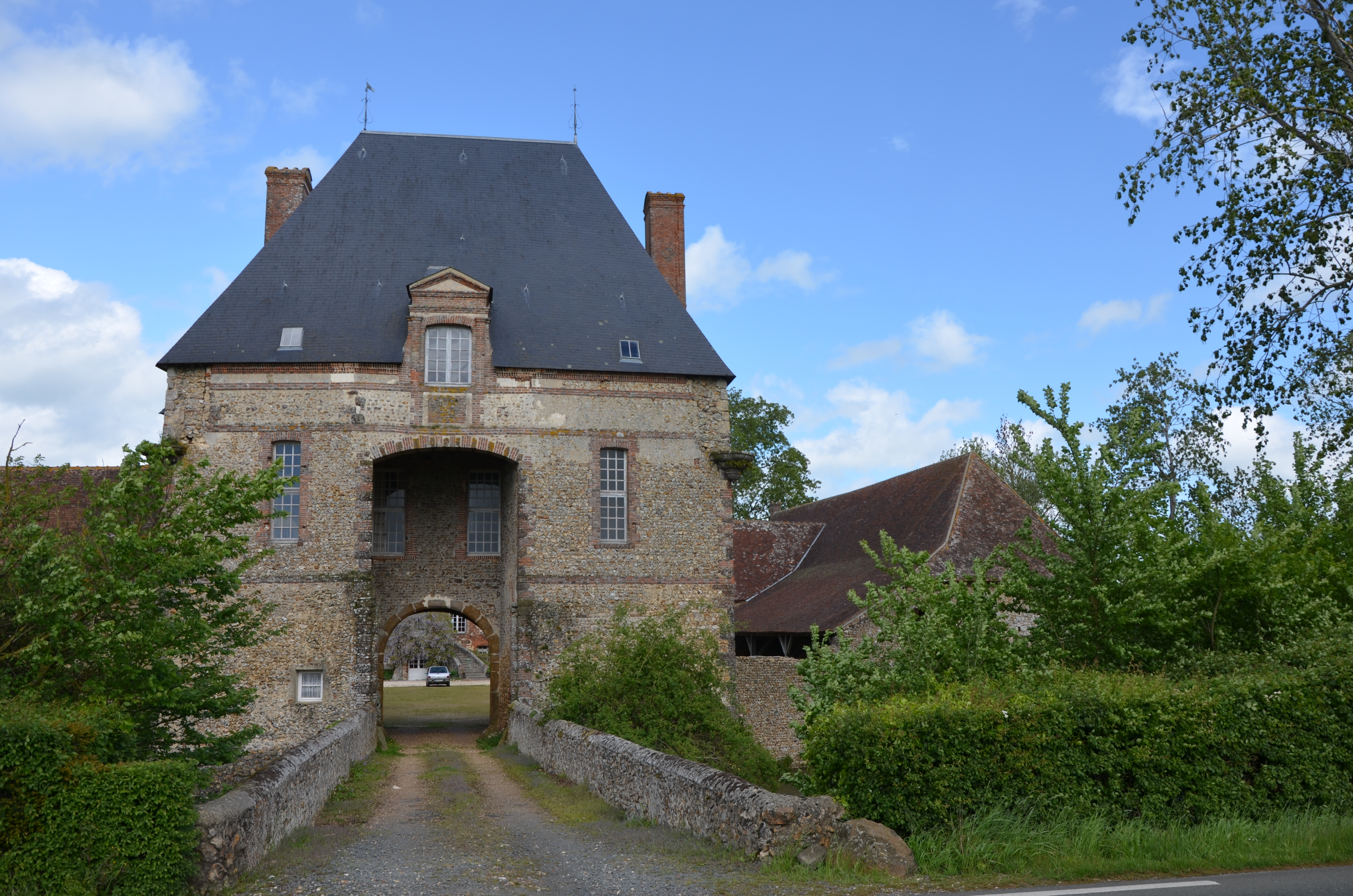
Ferme du Rouvray.

Le nom Rouvray provient de rouvre (robur), chêne rouvre en gaulois, autrefois très commun et aujourd’hui très rare. C’est sur cette espèce de chêne que l’on recueillait le gui sacré des druides.

D’après la conformation des fossés trapézoïdaux, il semblerait que ce soit une ancienne villa gallo romaine.

Le Rouvray, vers l’an 960, était une véritable forteresse, dont l’enceinte encore existante, consiste en de larges fossés jadis revêtus de murailles et remplis d’eau. Cet ancien château fort est une place forte pendant la guerre de Cent Ans.

Les bâtiments actuels datent du XVIIe siècle. Une seule de ses anciennes tours subsiste et l’on voit les fondements des autres. Des mâchicoulis et des tourelles défendaient les portes d’entrée. Le chevet de la chapelle, dont le pignon et la croisée sont tout ce qui en est resté, présente de vastes dimensions, les croisillons sur les murs de la ferme devraient être postérieurs au XVIIe siècle.

### Église Saint-François-d'Assise de Maillebois
Église Saint-François-d'Assise de Maillebois,  Inscrit MH (1971).

L'église Saint-François-d'Assise
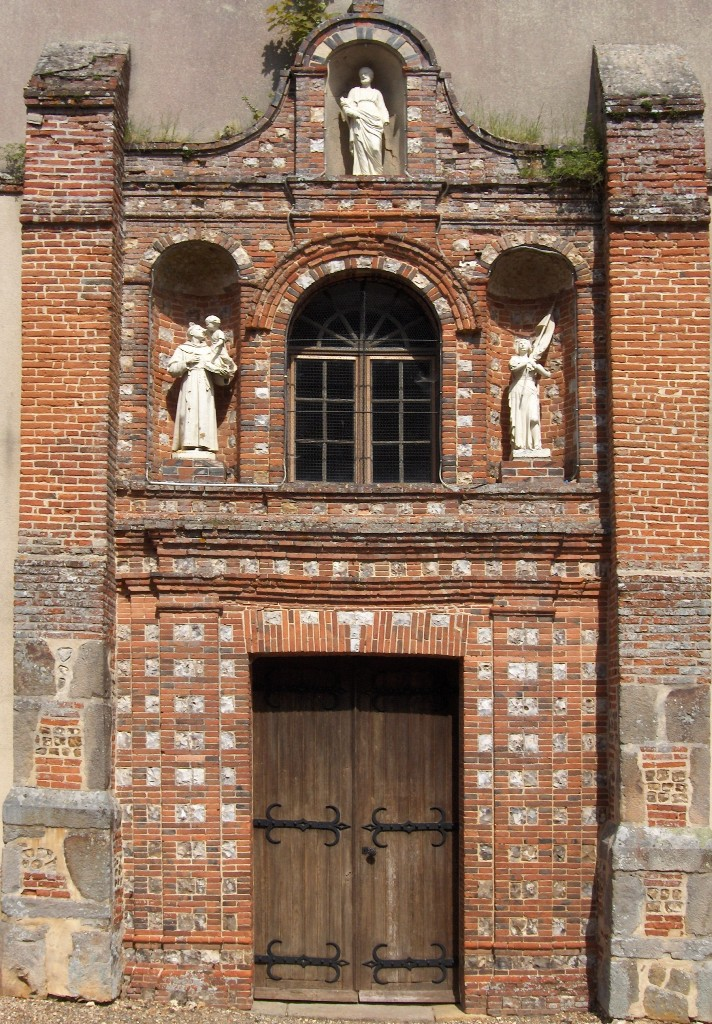
Façade occidentale.
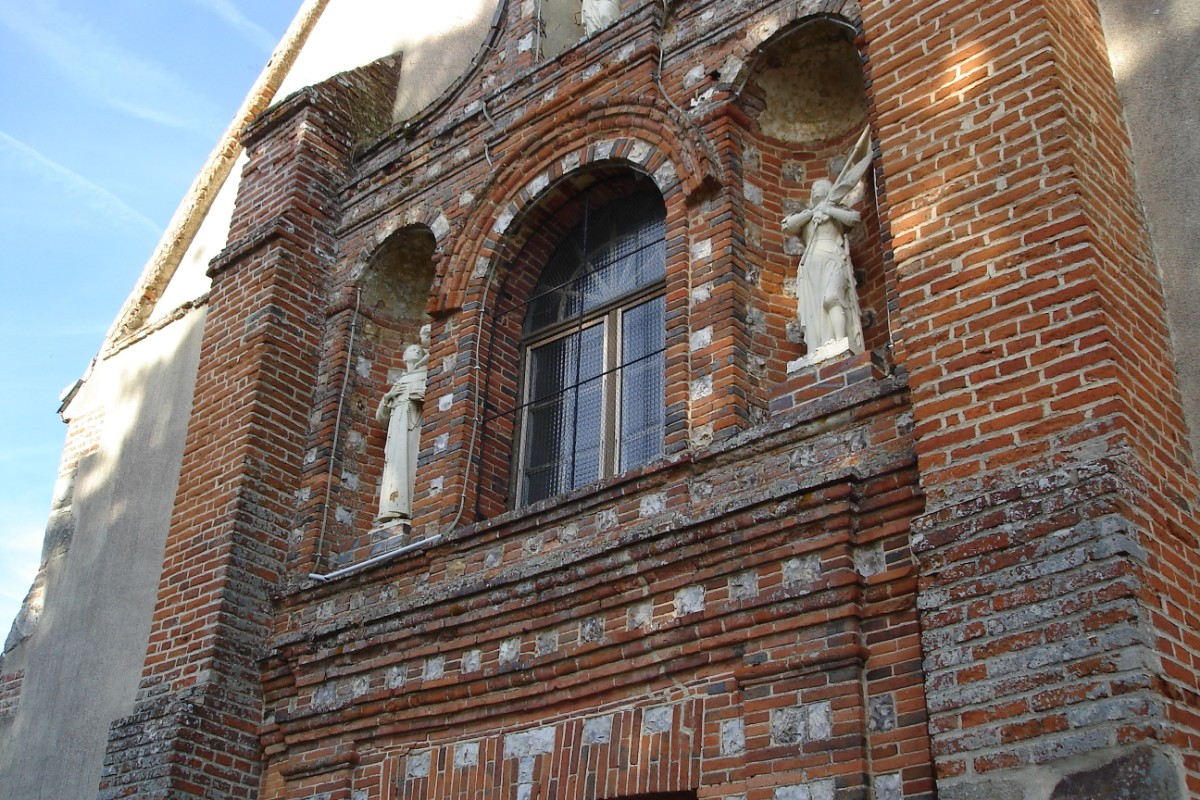
Statues de la façade.
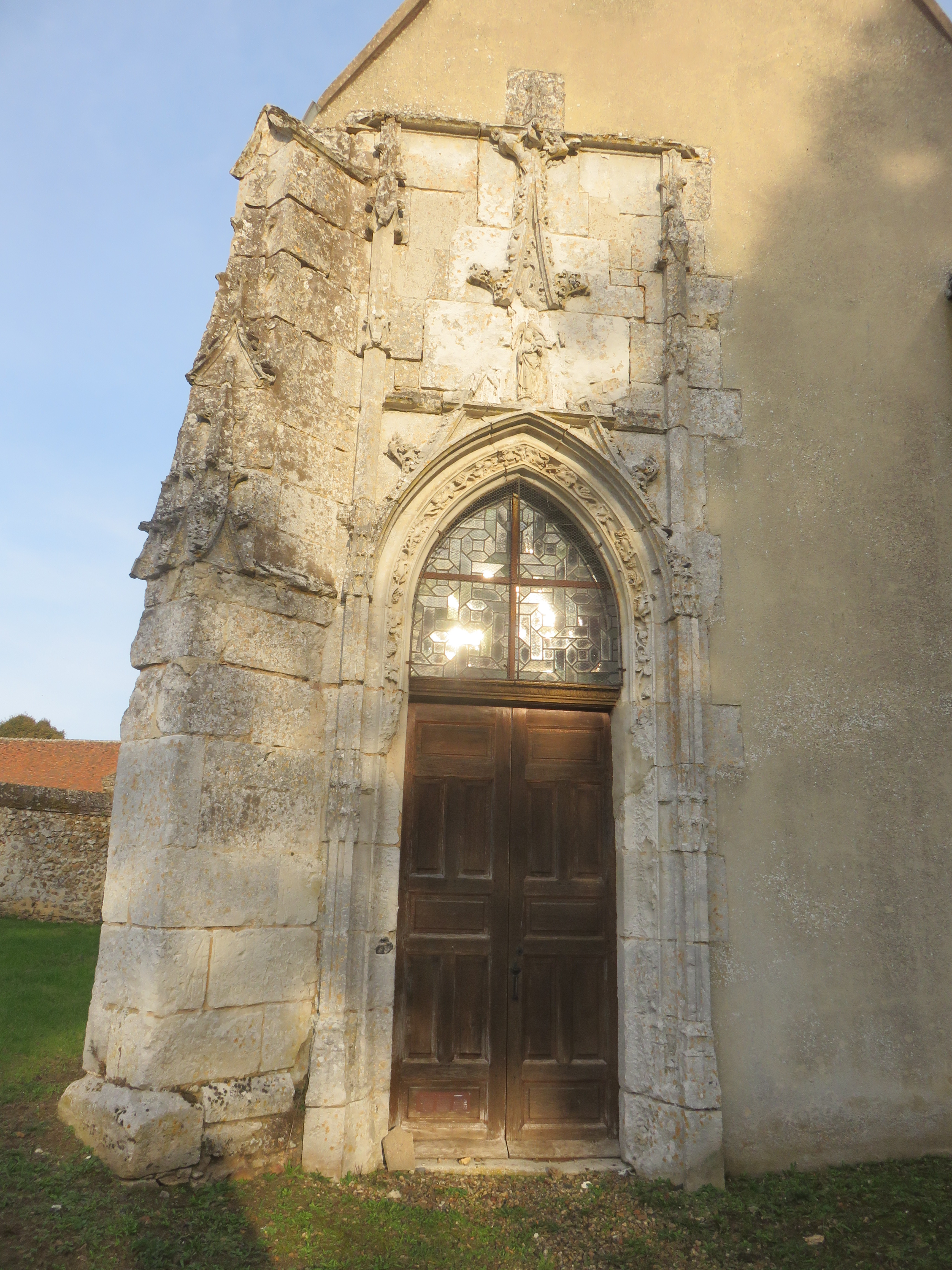
Porte de la chapelle seigneuriale.
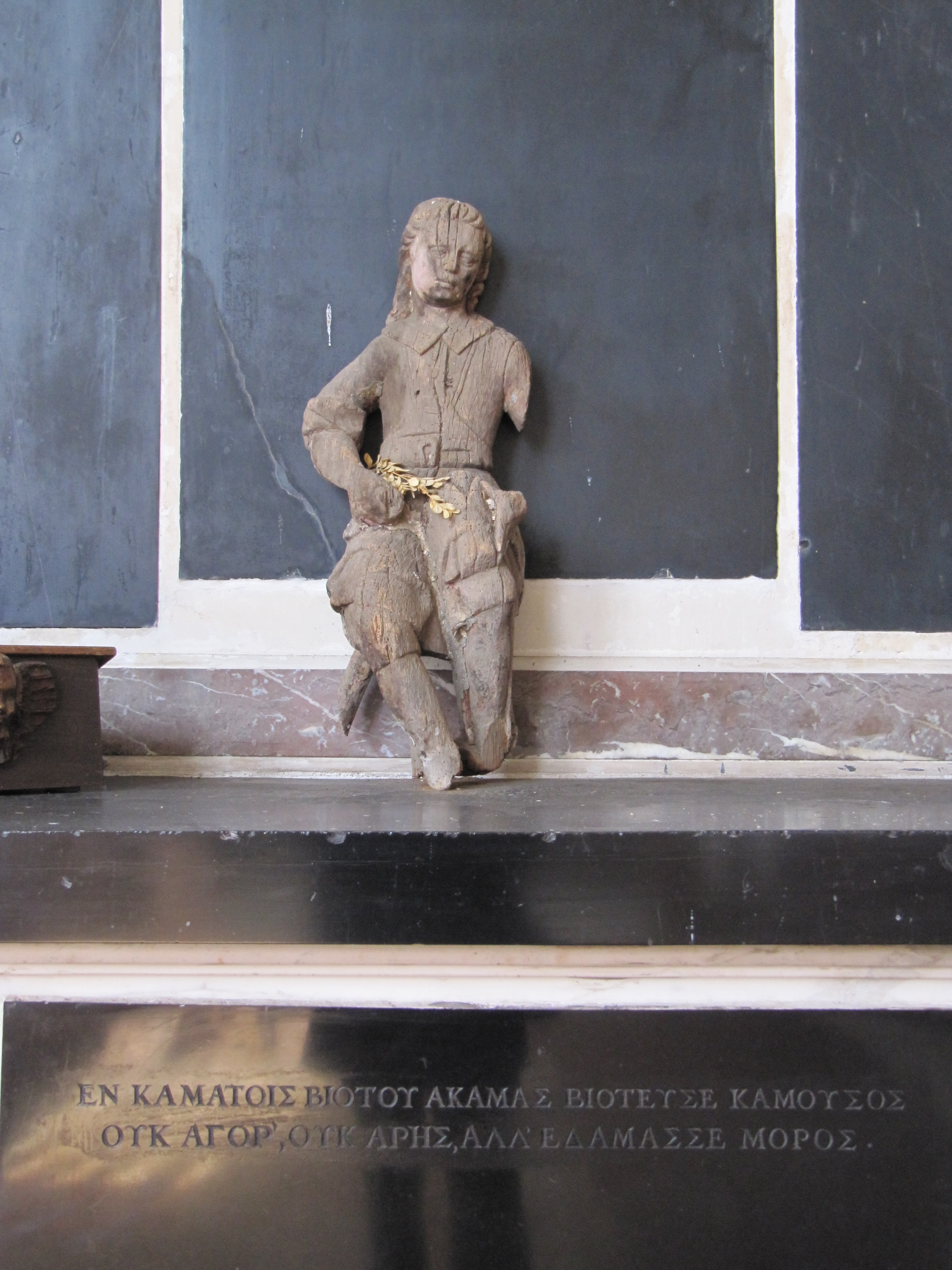
Cénotaphe d'Antoine Le Camus.

### Église Saint-Pierre de Blévy
Église Saint-Pierre de Blévy,  Classé MH (1907).
L'édifice date des XIIe et XVe siècles.
L'église présente huit verrières figurées du premier quart du XVIe siècle, restaurées à trois reprises en 1910, 1942-1943 et 1975 par Michel Petit, peintre-verrier de Thivars, et complétées par une vitrerie losangée du XXe siècle. L'ensemble est classé en 1906 monument historique à titre objet.
Cinq verrières sont constituées d'une lancette en plein cintre (baies 6, 8, 9, 11 et 12) et trois de deux lancettes (baies 4, 7 et 10).
Le soufflet de la baie 4 représente un écu comportant à gauche des hermines, armes de la famille d'Ô, à droite un serpent ailé, armes de Louise Le Gentil, fille d'honneur d'Anne de Bretagne et épouse de Charles d'Ô, seigneur de Blévy et propriétaire du château de Maillebois.

L'église Saint-Pierre de Blévy
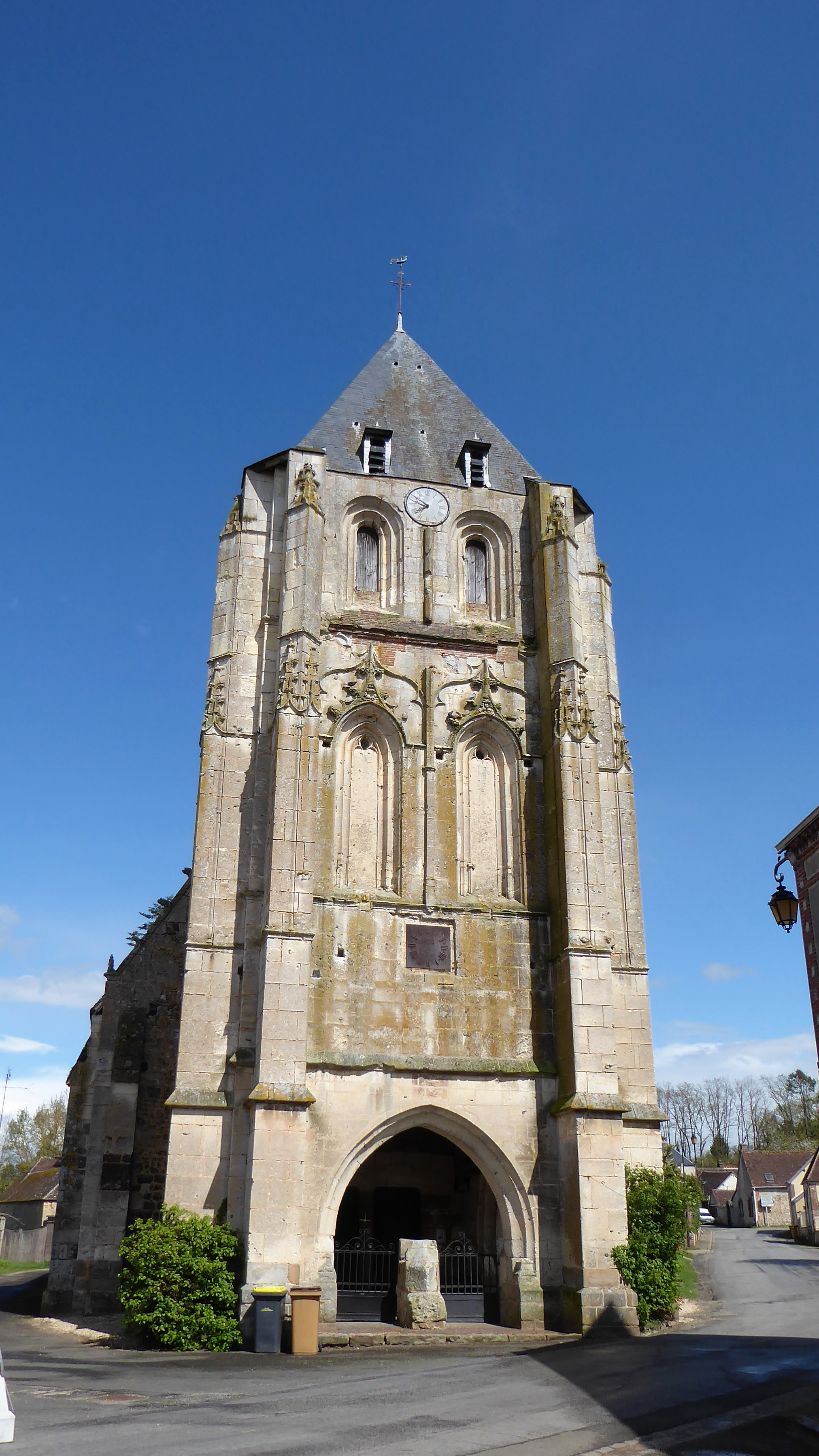
Façade occidentale.
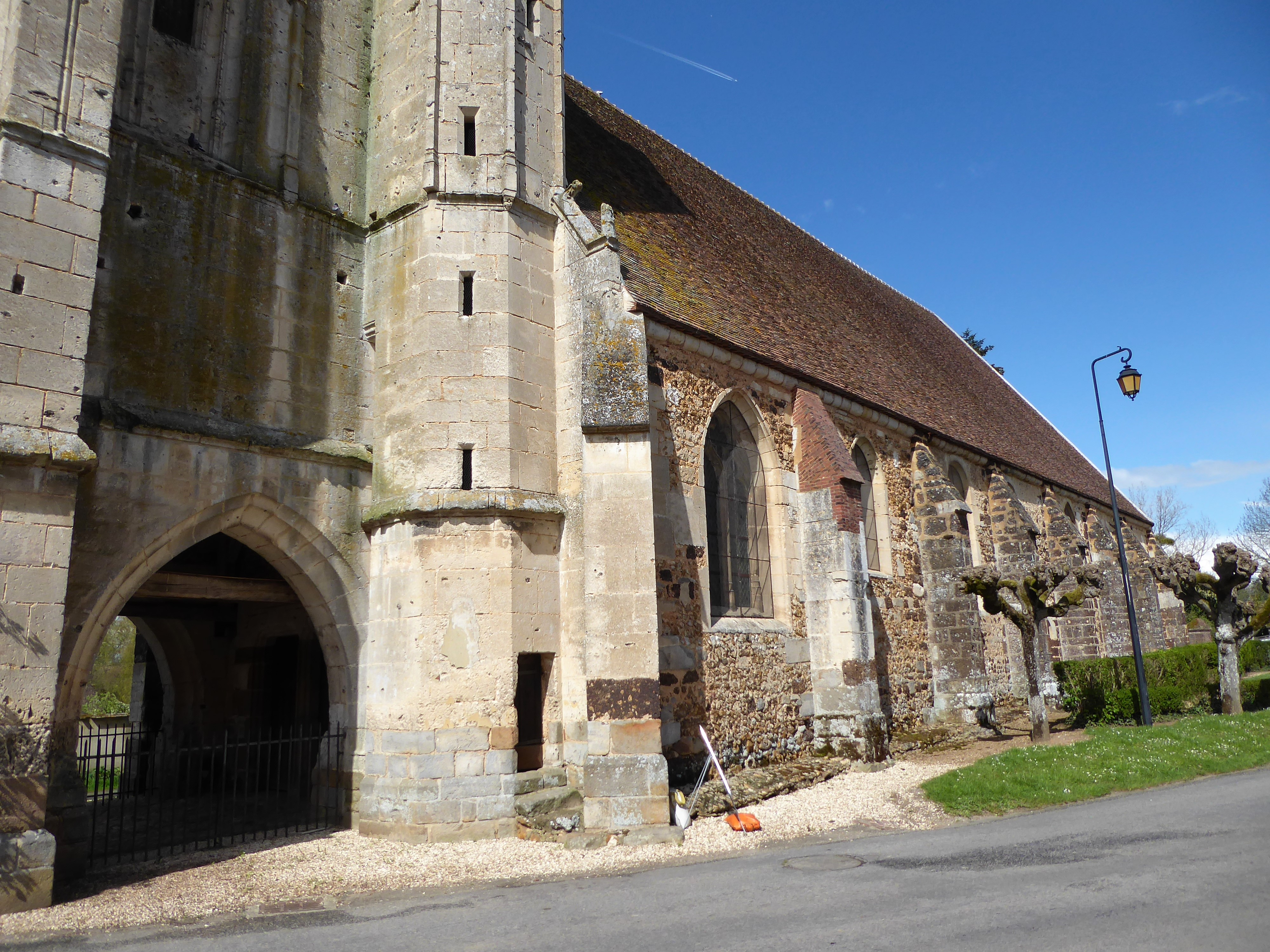
Côté sud du porche.
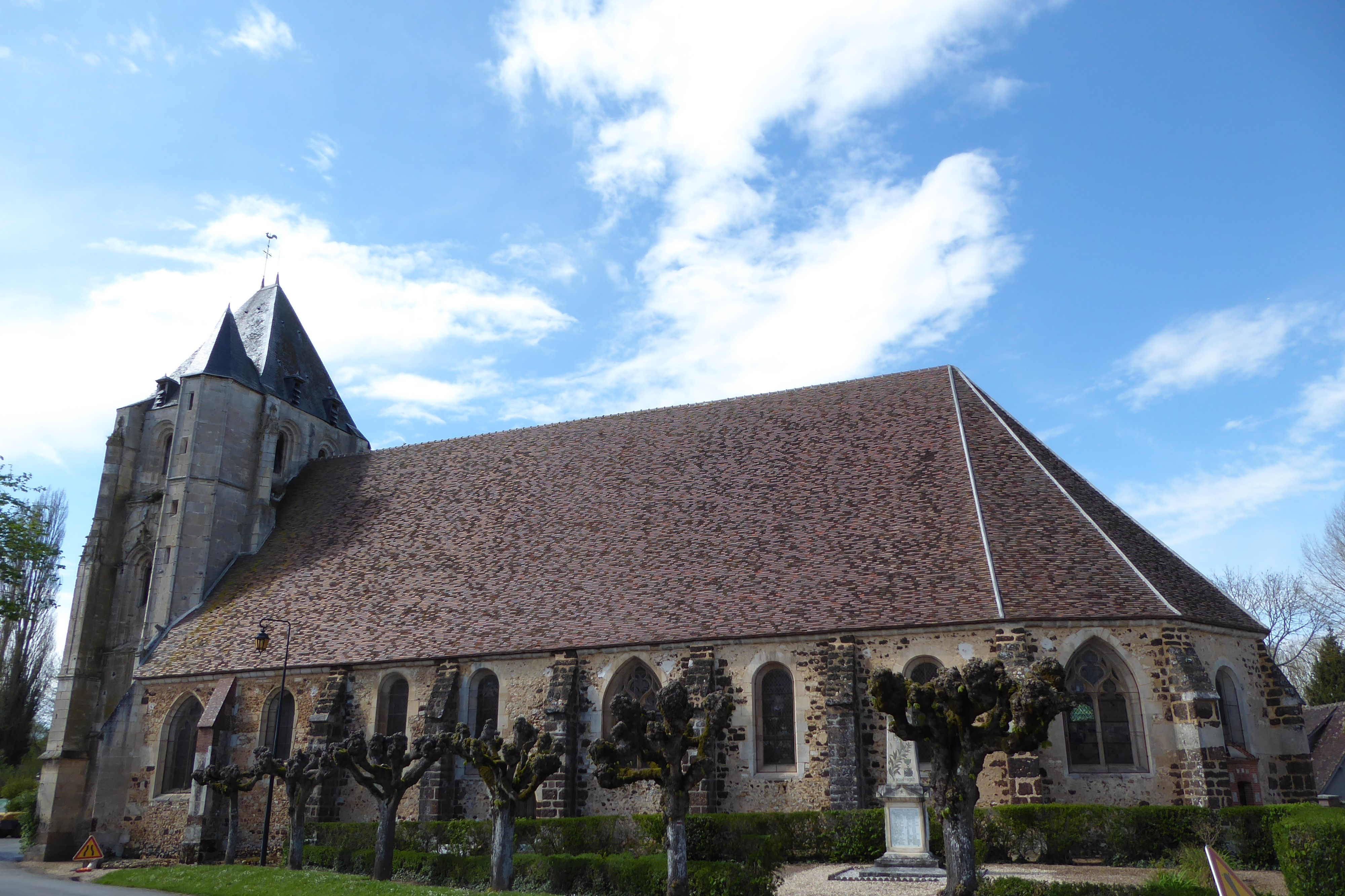
Façade sud et chevet.
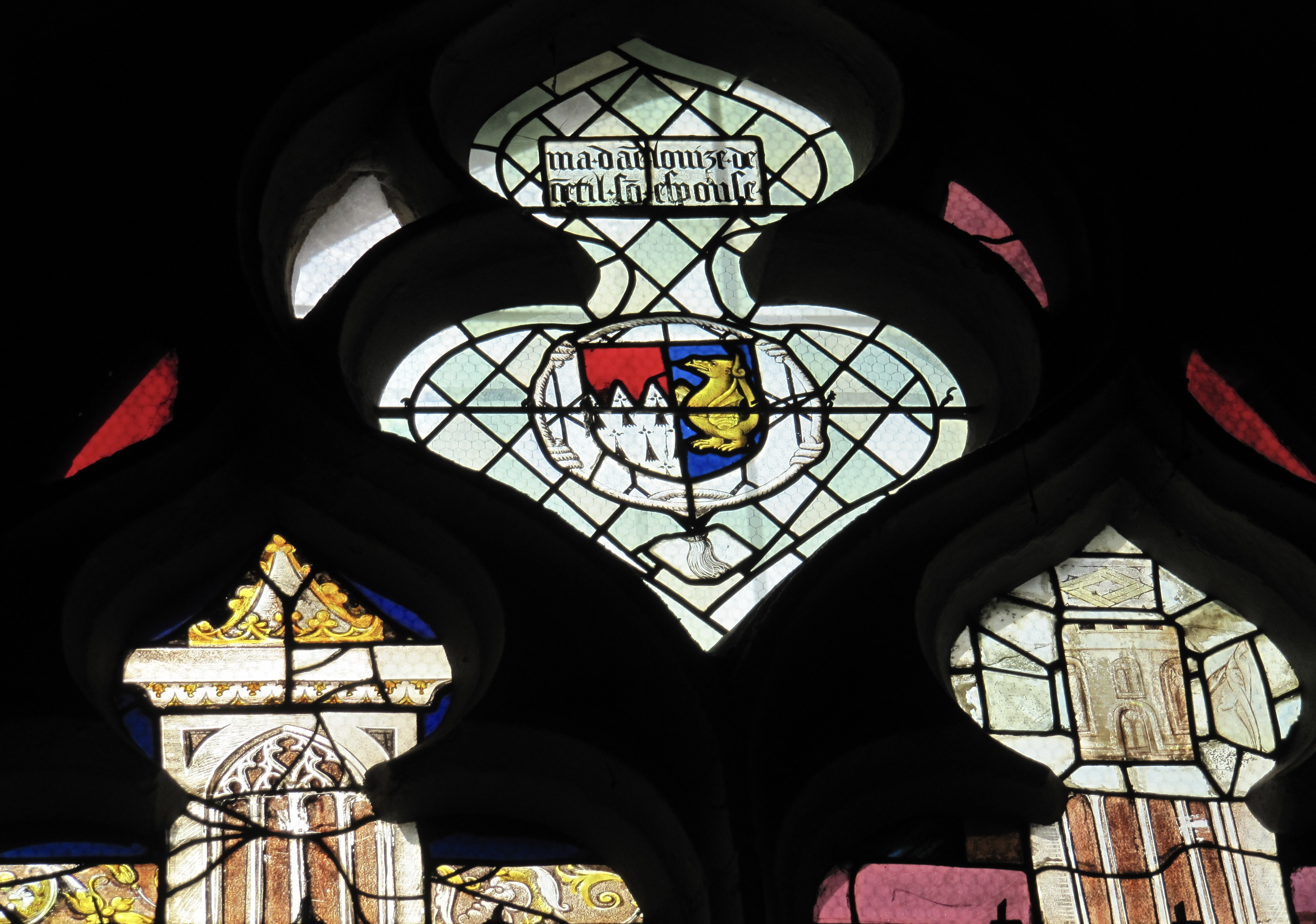
Écu dans le soufflet de la verrière no 4.
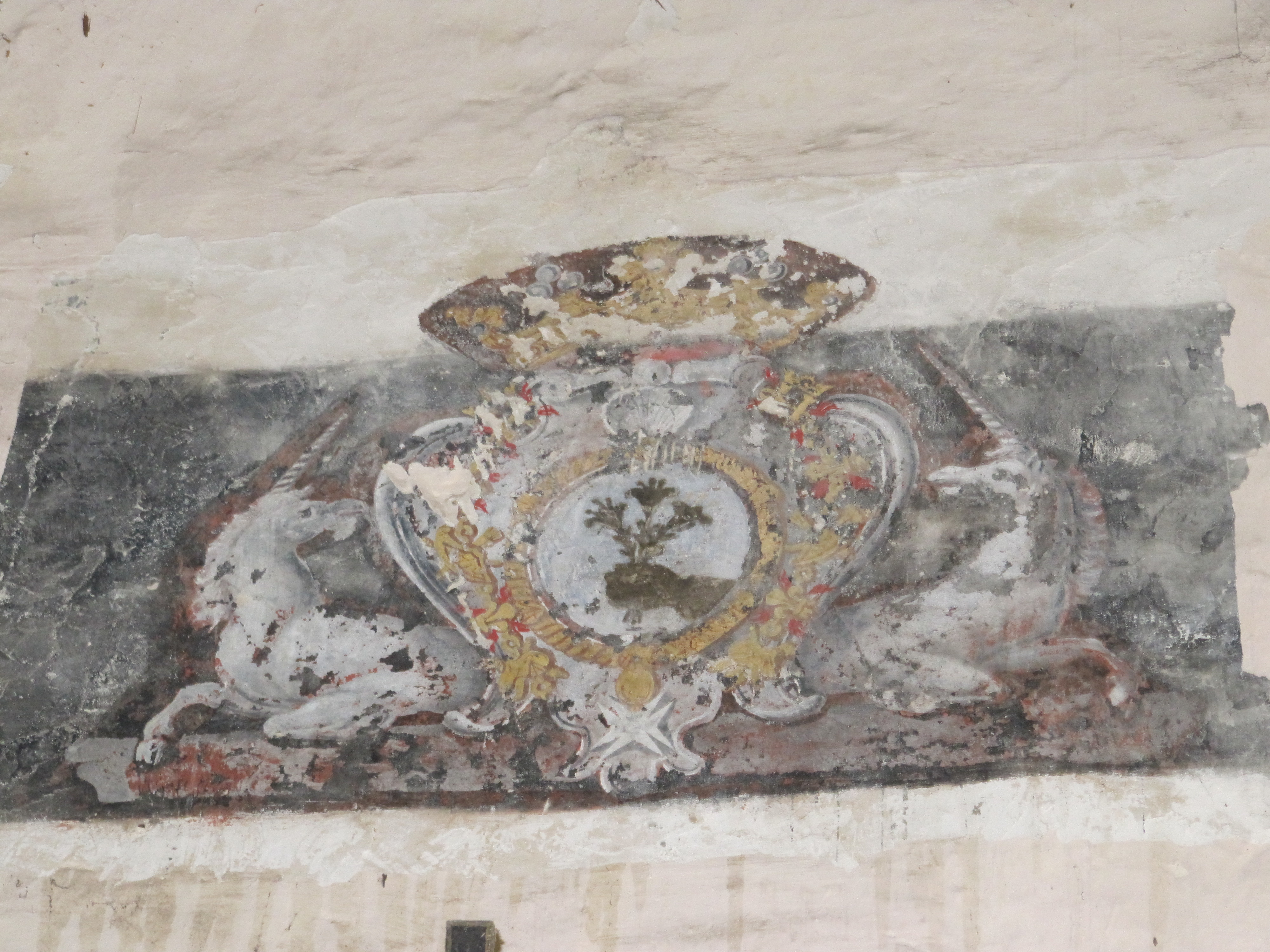
Blason des Desmarets.

### Maisons à pans de bois de Blévy
- 7 rue du Cheval-Blanc,  Inscrit MH (2013)[32] ;
- 3 place de l'Église de Blévy,  Inscrit MH (2021)[33].

### Ancienne base aérienne de Dreux-Louvilliers

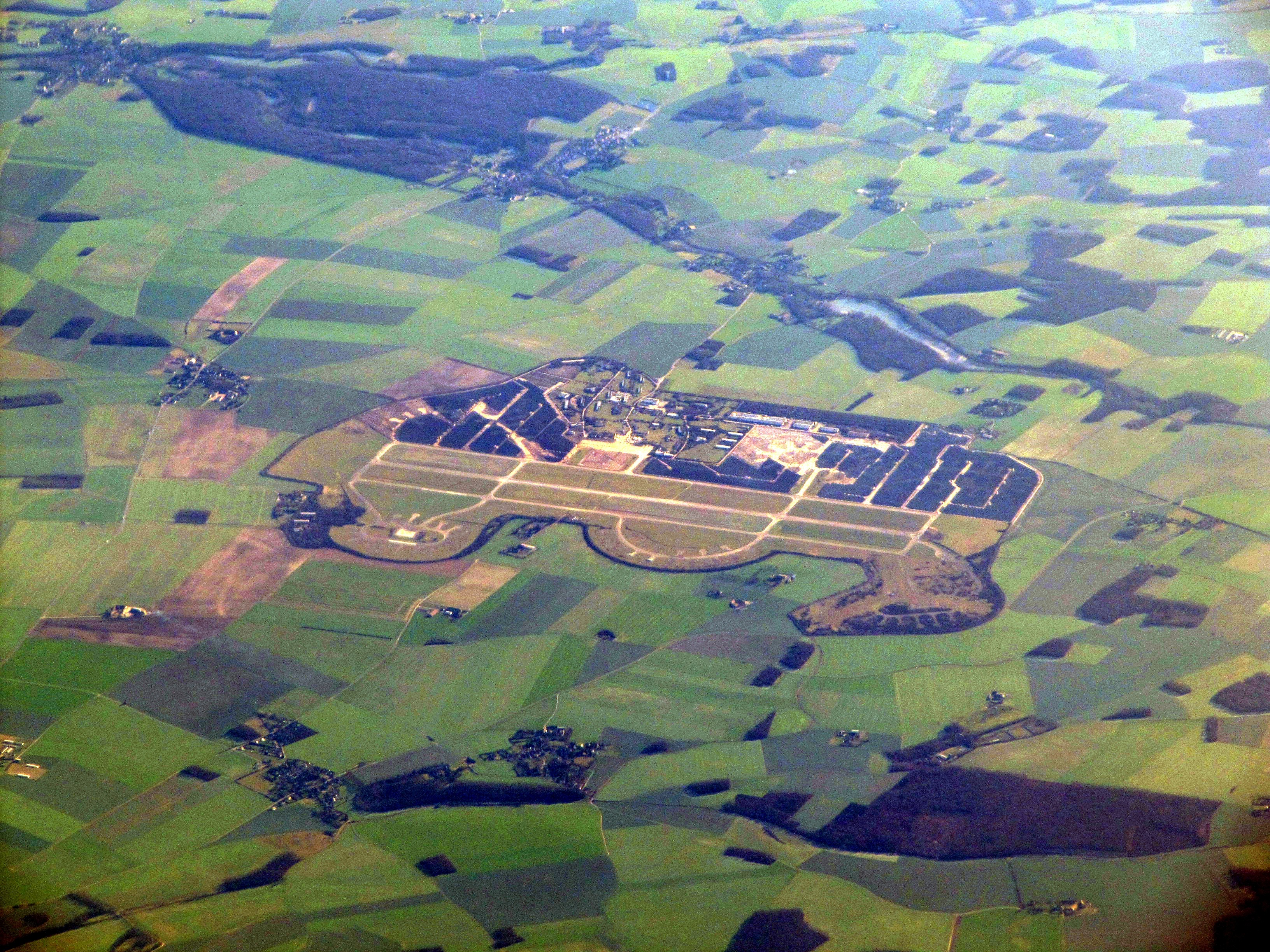
L'ancienne base avant l'implantation du parc photovoltaïque.

Autres lieux et monuments de Maillebois
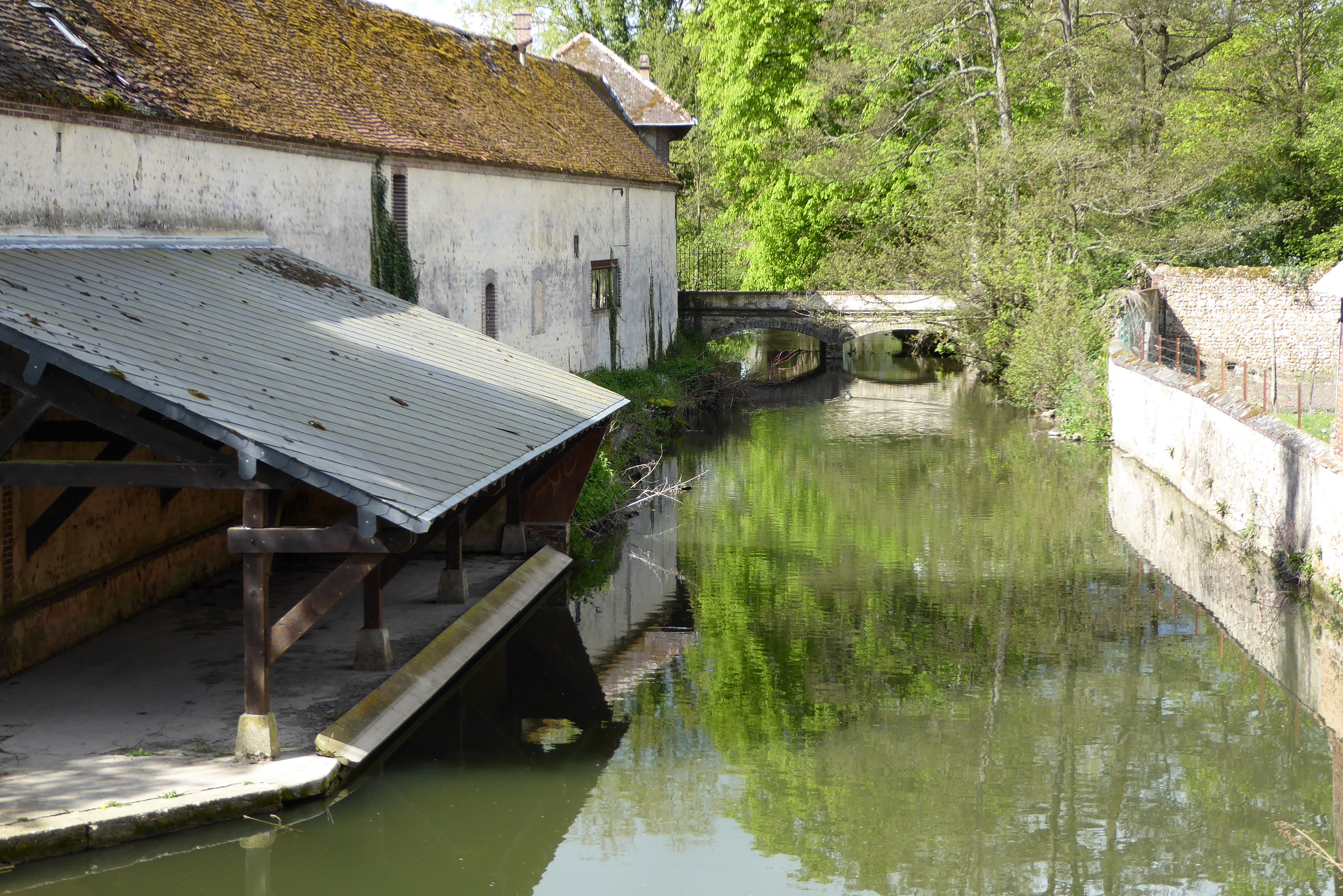
Rivière La Blaise à Maillebois.
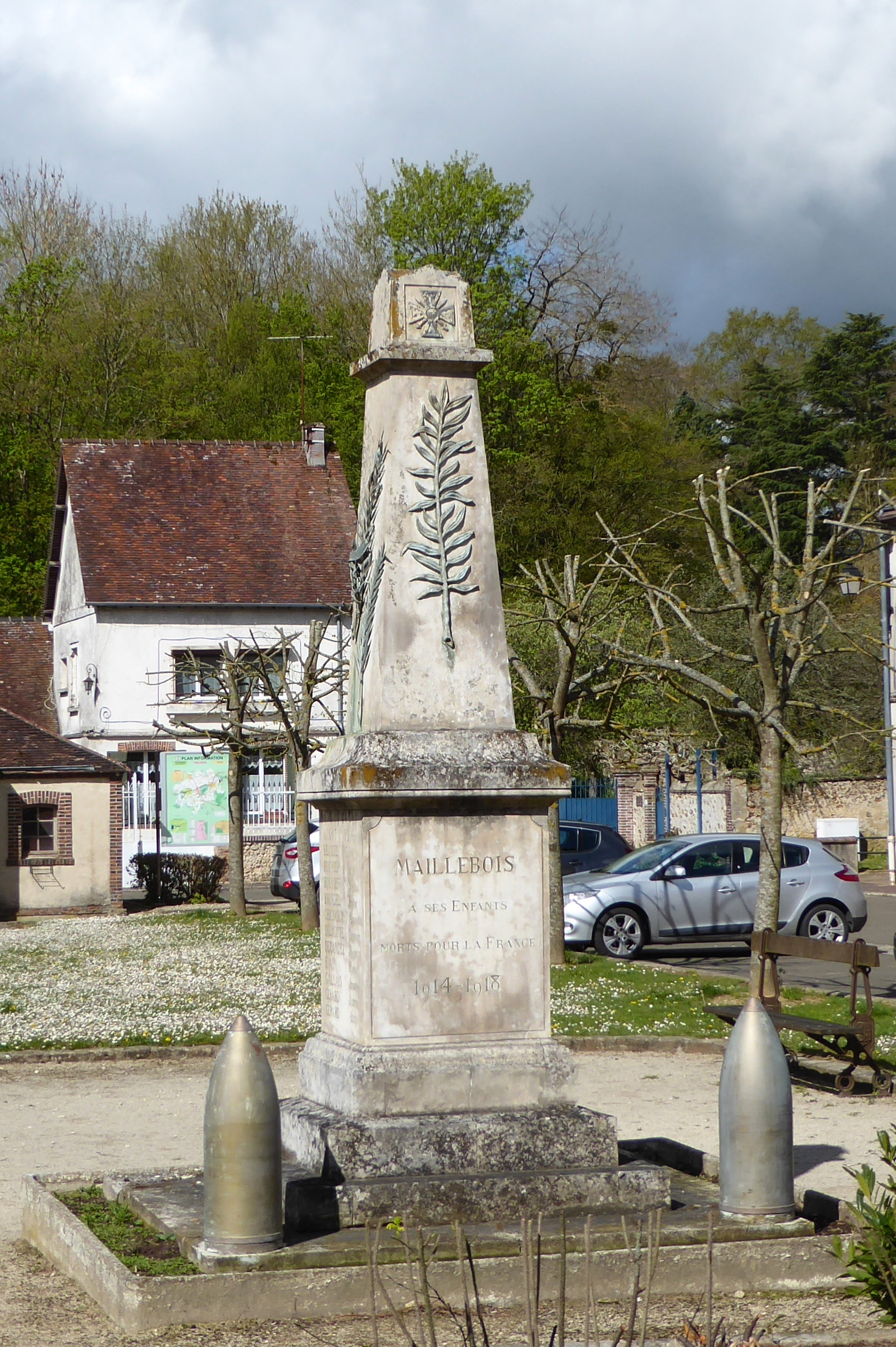
Monument aux morts de Maillebois.
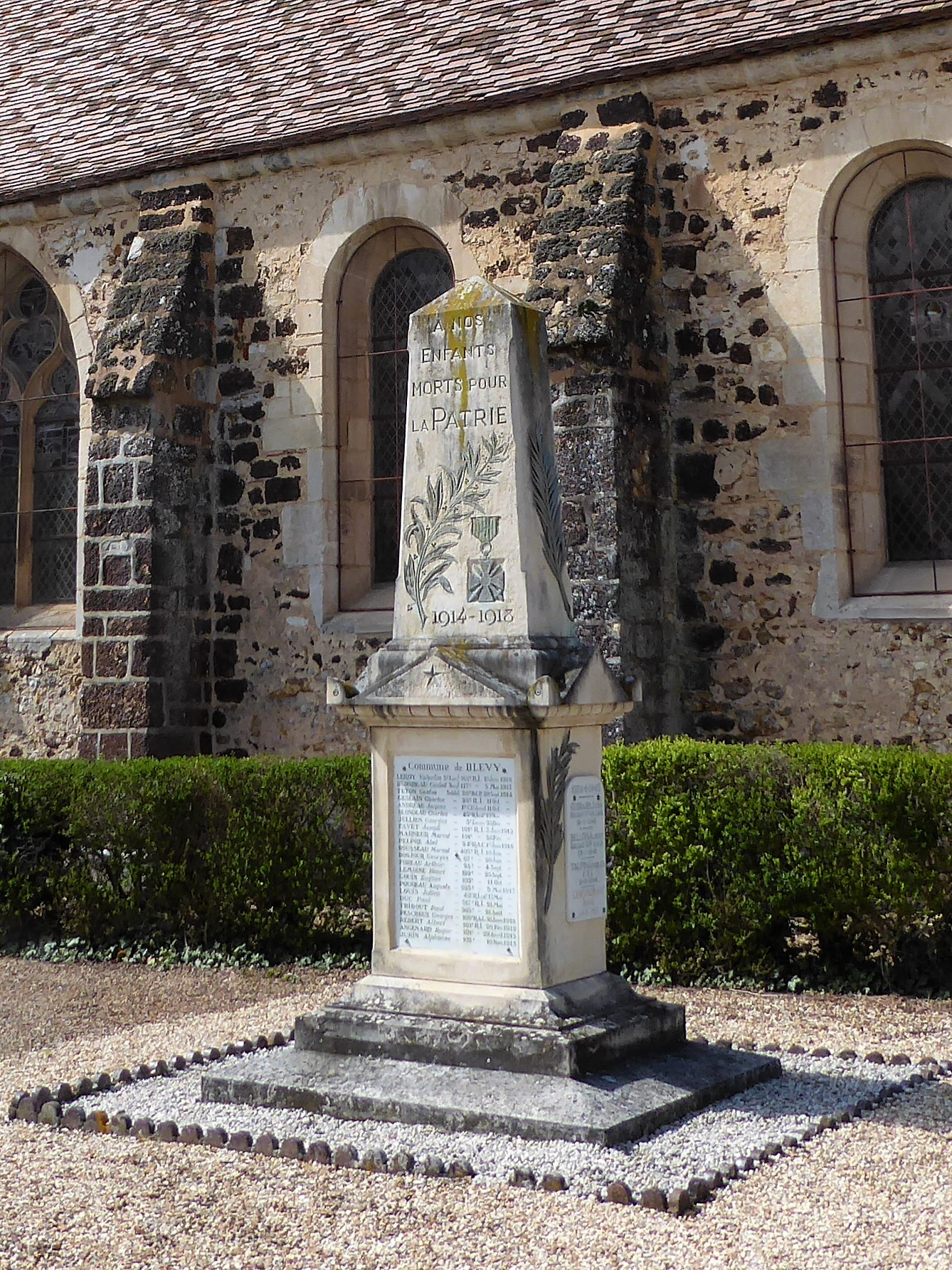
Monument aux morts de Blévy.
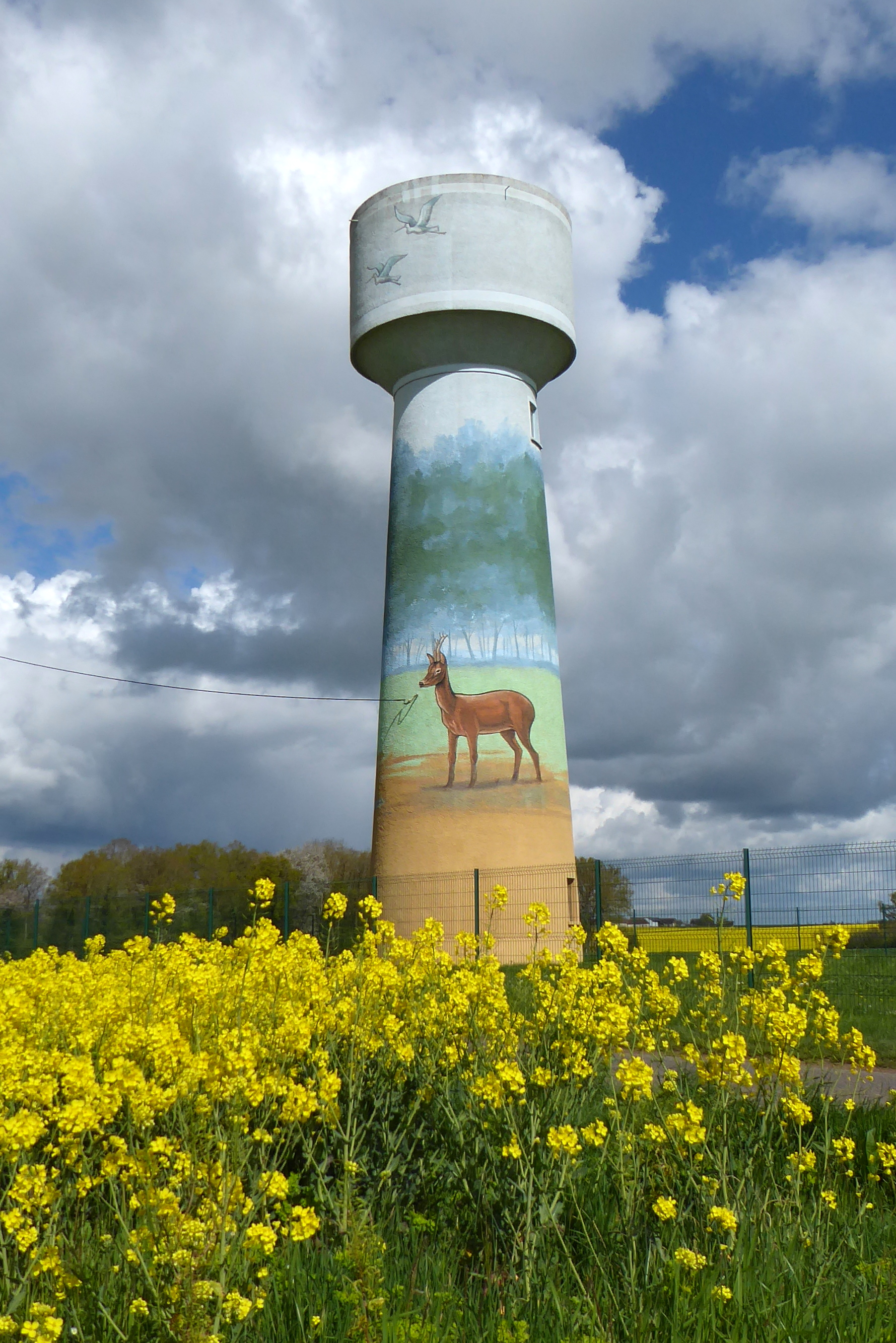
Château d'eau de Blévy[34].

## Maillebois dans les arts
Maillebois est citée dans le poème d’Aragon Le conscrit des cent villages, écrit comme acte de Résistance intellectuelle de manière clandestine au printemps 1943, pendant la Seconde Guerre mondiale.

## Personnalités liées à la commune
- Nicolas Desmarets, neveu de Colbert par sa mère, fut contrôleur général des finances à la fin du règne de Louis XIV (lequel ne l'appréciait guère ; mais l'habile financier sauva le roi de la faillite). Acquéreur de Maillebois en 1679, il fit déplacer une partie du village pour agrandir son parc, et fut confirmé marquis en 1706.
- Jean-Baptiste Desmarets (1682-1762), fils du précédent, marquis de Maillebois, dit le maréchal de Maillebois, maréchal de France en 1741
- Paul-Félix Armand-Delille (1874-1963) : né à Fourchambault (Nièvre) en 1874, il fut diplômé de médecine et devint l'un des principaux pédiatres de Paris. Il effectua une recherche distinguée sur la tuberculose et les maladies infectieuses des enfants. Il a été nommé professeur à l'École de médecine de Paris et a été vice-président de la Société de biologie. Pendant la Première Guerre mondiale, il a servi comme chef de la bactériologie de l'Armée française d'Orient et conduisit des travaux sur la malaria pour lesquels il a été fait commandeur dans l’ordre de la Légion d'honneur. Il s'est retiré sur le domaine du château de Maillebois, aux environs de Paris. En 1952, à l'âge de 78 ans, il y introduisit la myxomatose qui se propagea en France et de là à toute l'Europe, en inoculant deux lapins sur son domaine avec un virus issu d'une collection de culture conservée à Lausanne. Un acte pour lequel il était réprouvé par les éleveurs, les fourreurs et les chasseurs de lapins mais félicité par les fermiers et les forestiers.
- Jean ou Jehan Hutin Le Baveux[36], confident de Charles V, lieutenant et chambellan[37] du duc de Bourgogne en 1369.
- Hubert Latham (1883-1912), aviateur, dont le buste est situé sur la place principale de Maillebois (sa famille était propriétaire du château).

Personnalités liées à la commune
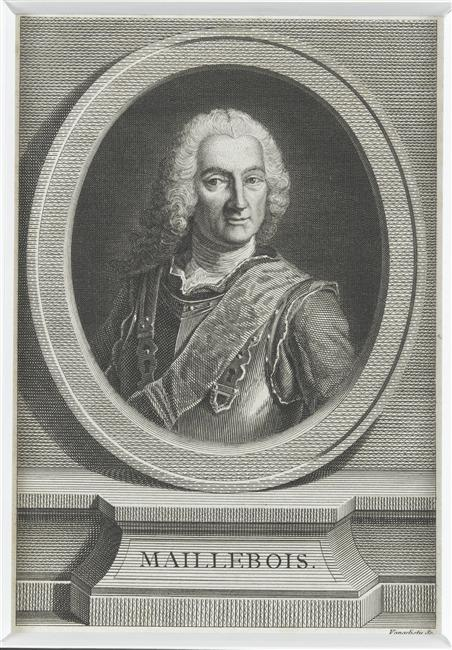
Jean-Baptiste Desmarets.
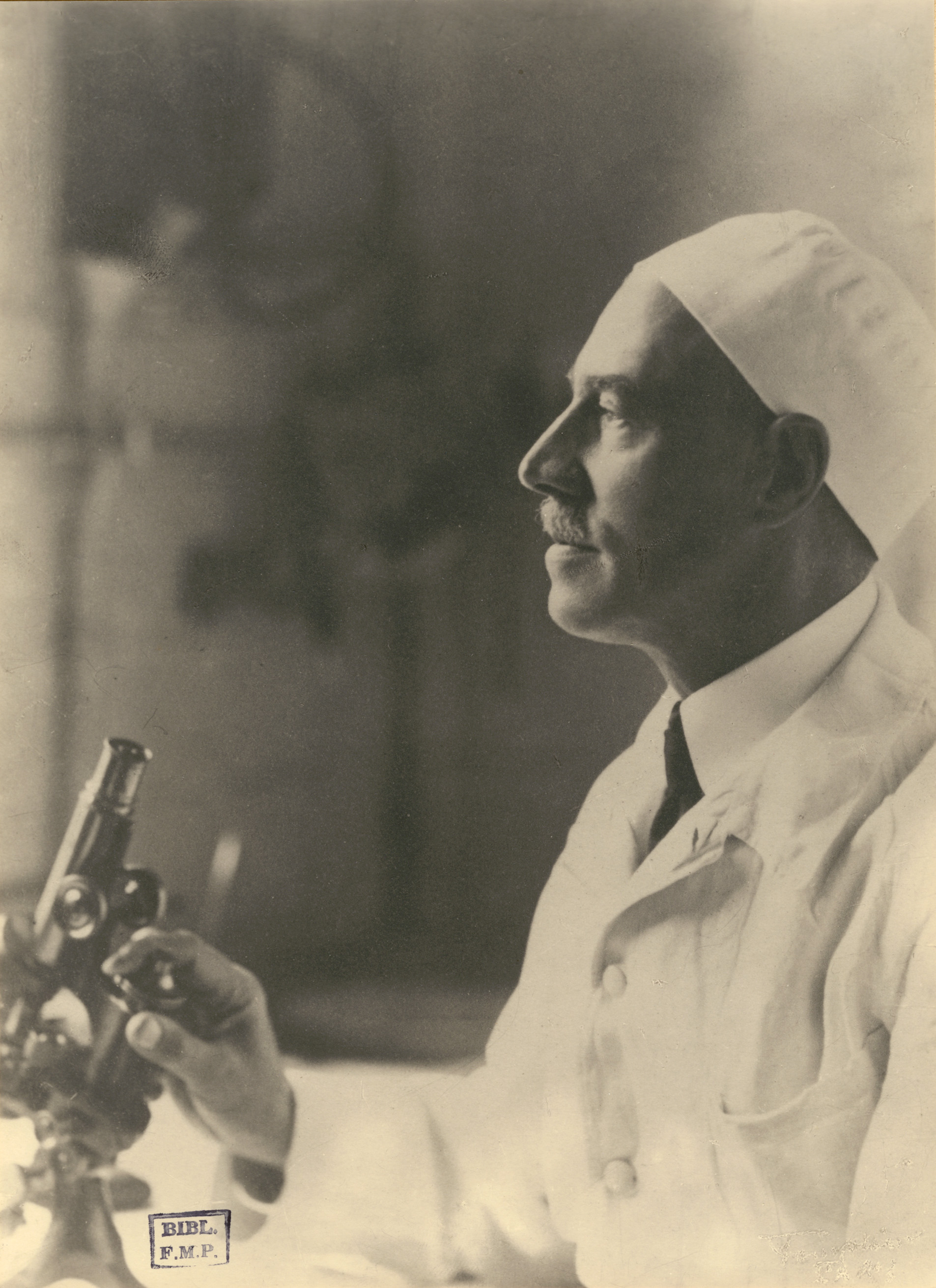
Paul-Félix Armand-Delille.
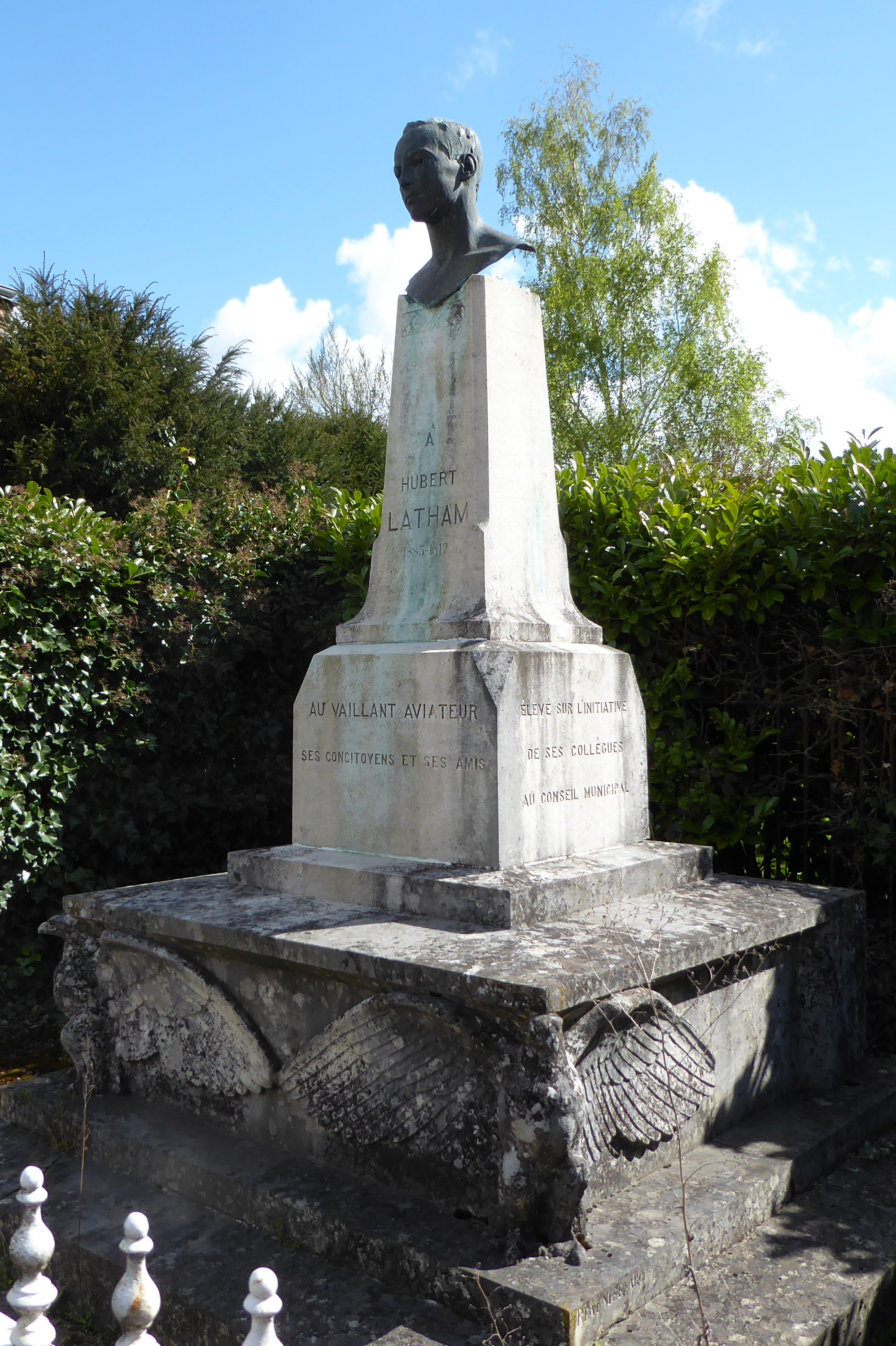
Buste d'Hubert Latham.

## Héraldique
|  | Les armes de la commune se blasonnent ainsi : Parti : au 1) d’hermine au chef denché de gueules, au 2) d’or à un lion couronné de sinople. |